# Eugène Delacroix
Ferdinand-Victor-Eugène Delacroix (Charenton-Saint-Maurice, 26 de abril de 1798-París, 13 de agosto de 1863) fue un pintor y litógrafo francés.

## Biografía

### Familia
Hijo del político Charles Delacroix, ministro de exteriores del Directorio, y de Victoire Oeben, que pertenecía a una familia de ebanistas, artesanos y dibujantes. Eugène fue el cuarto y último hijo del matrimonio.
Al morir su padre, en 1806, siendo en ese momento prefecto de Gironda, Eugène se traslada con su familia a París, a casa de su hermana mayor Henriette de Verninac. Al año siguiente se inscribe en Liceo Imperial donde realiza estudios clásicos. En 1813 reside en casa de su primo Bataille en Valmont, lugar al que permanecerá vinculado por su misterioso encanto, volviendo a él repetidas veces a lo largo de su vida. Desde Valmont visita Rouen, donde lo impresionan vivamente las ruinas medievales y el palacio de justicia gótica, que ya empieza a suscitarle el gusto por la arquitectura del medievo. En 1814 muere su madre y queda bajo la protección de su hermana mayor Henriette.

### Primeros años

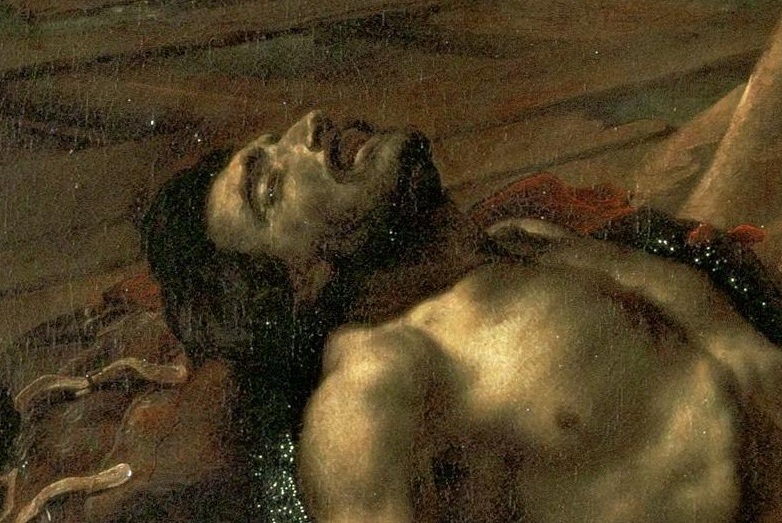
Eugène Delacroix como modelo en el cuadro La balsa de la Medusa de su maestro Théodore Géricault.

En 1815 siguiendo la recomendación de su tío, el pintor Henri-Francois Riesener, Delacroix entró en el taller del pintor neoclásico Pierre Narcisse Guérin, donde Théodore Géricault y el Barón Gros fueron sus maestros. Visitaba frecuentemente el Louvre, estudiando y copiando a los grandes pintores que admiraba: Rubens, Velázquez, Rembrandt, Paolo Veronese, y se debatió entre la tradición y el clasicismo y el deseo de hallar, tras las apariencias, la realidad. Pero al mismo tiempo estudia a Goya y se interesa por la litografía, publicando algunos grabados en Le Miroir. El pintor paisajista Bonington le enseñó a pintar la naturaleza. Raymond Soulier le inició en la acuarela. En 1816 se inscribe en la Escuela de Bellas Artes, donde contrae amistades que durarán toda la vida. Su primer encargo público, realizado en 1819, La Virgen de la Mieses, de la iglesia de Orcemont, deriva claramente de sus estudios de Rafael. En 1817 conoce a Théodore Géricault y posa como uno de los náufragos de su espléndida obra La balsa del Medusa.
El artista frecuenta los salones literarios donde conoce a Stendhal, Mérimée, Victor Hugo, Alexandre Dumas, Baudelaire. Melómano apasionado, se relaciona con Paganini, Frédéric Chopin, Franz Liszt, Franz Schubert, entre otros; Delacroix prefiere la amistad de músicos, escritores (George Sand) y poetas a la de los pintores de su época.
En 1822 Delacroix expone por primera vez la barca de Dante, una obra llena de fuerza, de una composición ambiciosa y colores muy trabajados; en ella la luz se desliza sobre las musculaturas hinchadas, un incendio consume una ciudad (en segundo plano), las capas ondean al viento. La fantasía, lo macabro y el erotismo se entremezclan. Dos años más tarde pinta La matanza de Quíos, una obra enérgica y con un colorido mucho más vivo. Ambos cuadros concretizan su ambivalencia interior que se debate entre el romanticismo y el clasicismo, entre diseño y color, polémica interna que le acompañará durante toda su vida.

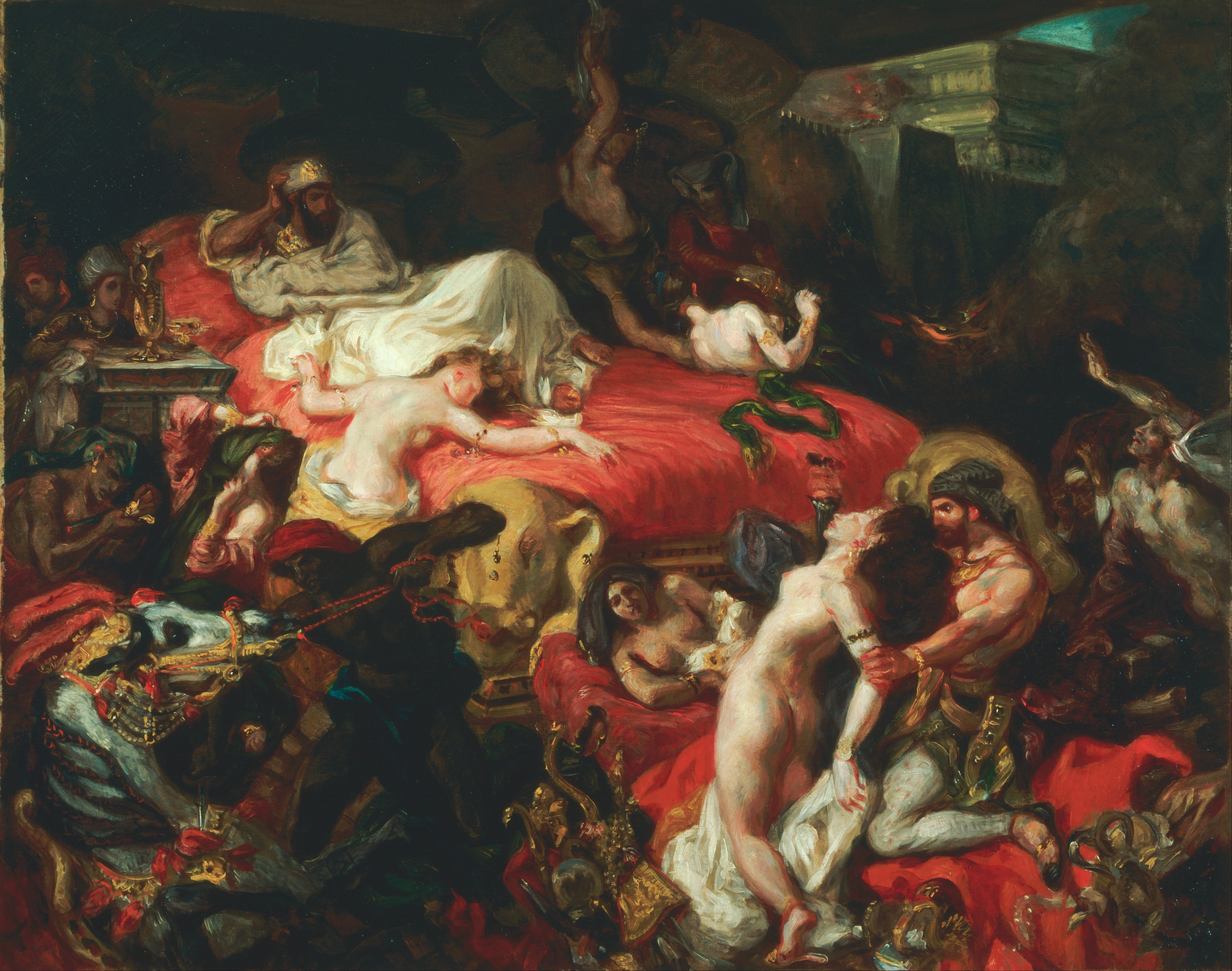
La muerte de Sardanápalo, que Delacroix expuso por primera vez en el Salón de 1827-28, donde recibió duras críticas.

En 1825, Delacroix se va a Inglaterra donde pasará tres meses estudiando a los pintores ingleses, de manera especial conoce a John Constable, el mayor paisajista europeo de la época. Trata de desvelar la técnica y el uso de los colores, analizando los efectos psíquicos que estos provocan.
A sus treinta años logra provocar controversia en el público con el cuadro La muerte de Sardanápalo pintado en 1827 y expuesto en el Salón de París. Es un cuadro en el que hace gala de una de sus más espléndidas combinaciones del color. Con un trazado lleno de vigor, tras un esbozo al temple hizo una serie de estudios parciales al pastel y, después, al natural. El cuadro fue vendido en 1847 a M. Wilson, que lo instala en su castillo de Brie, lo que provocó un grave deterioro del cuadro, y requirió una difícil restauración. Muerto ya Delacroix esta obra recalaría en el Louvre.
La pintura es un buen ejemplo de lo que era importante para los románticos franceses: el superhombre desbocado en calidad de héroe, la combinación de erotismo y muerte, el decorado oriental, los grandes movimientos en lugar de una composición equilibrada y apacible, y el predominio del color sobre la línea. Delacroix la llamaría "La Proeza asiática".

### Viaje al norte de África

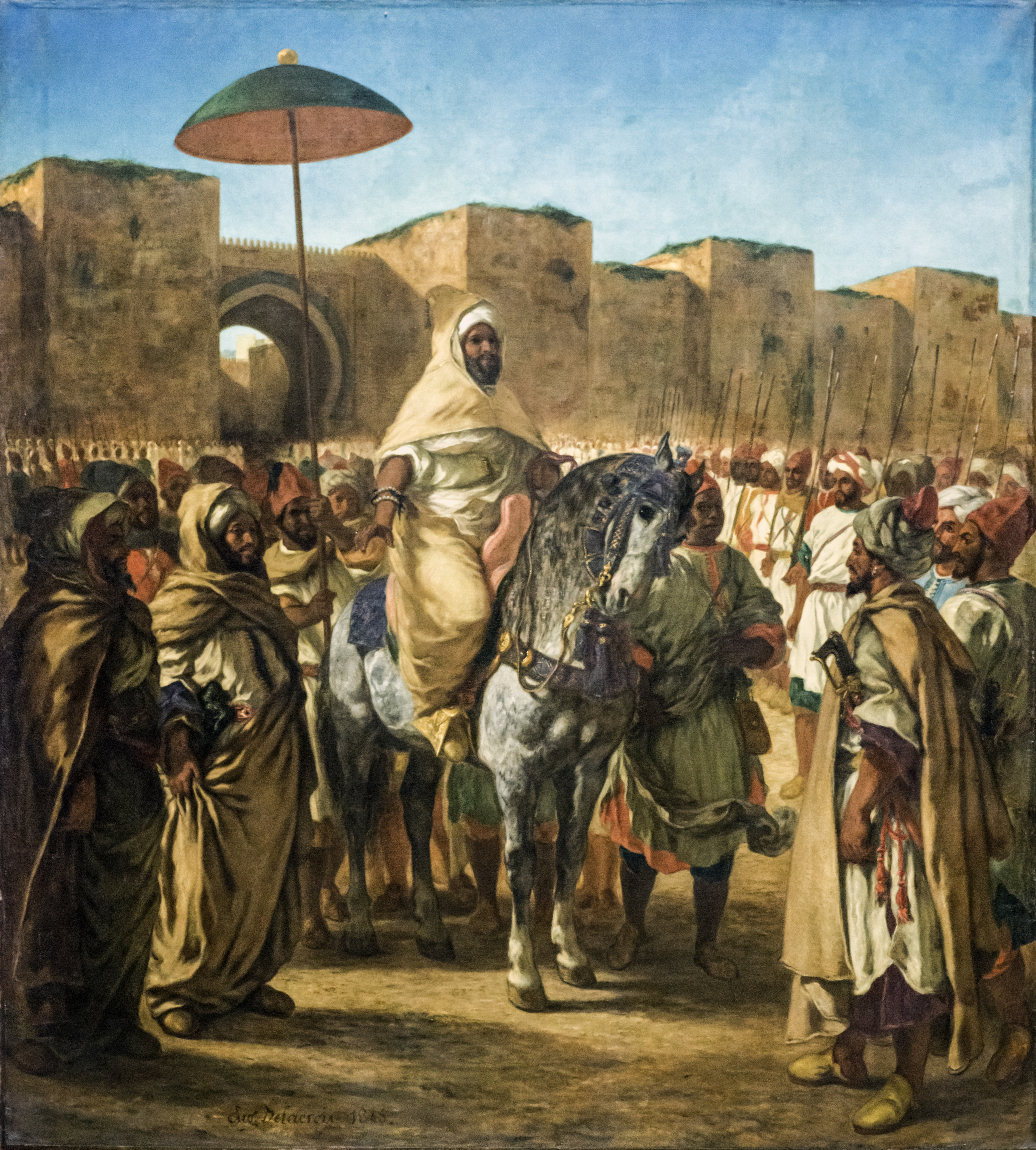
El Mulay Abderraman, sultán de Marruecos, saliendo de su palacio de Mequínez rodeado de su guardia, 1845.

En 1832, realiza un viaje de seis meses a Marruecos y Argelia, descubriendo allí la deslumbrante luz y color de sus paisajes, sus gentes, la sensualidad y el misterio, sensaciones intensas que se reflejarán en toda su obra posterior. Luis Felipe de Francia decide mandar una delegación especial a Marruecos para mantener el control sobre el mulay Abd ar-Rahman ibn Hicham, elige al conde Charles Edgar de Mornay, antiguo gentilhombre de la corte de Carlos X, lo acompañara su amante oficial Mademoiselle Mars que le sugiere incluir en la lista de viajeros a Eugene Delacroix. En este periodo a Delacroix ya se le había entregado la Legión de Honor, y era muy apreciado en la sociedad Francesa. La Hacienda Real se limitara a pagarle únicamente el trayecto entre Toulon y Tánger, el artista tendrá que pagar sus gastos personales durante el viaje. El 1 de enero de 1832, a las tres de la mañana, después de cenar con el conde Charles Edgar de Mornay y Mademoiselle Mars por la celebración de San Silvestre, Delacroix parte con la comitiva a Toulon para abordar la fragata La Perle, la cual zarpará hasta el 11 de enero hacia el norte de África.
Se conocen muy bien los pormenores de este viaje gracias al Diario del artista, a sus cartas dirigidas a sus amigos y al álbum de bocetos que elaboró. Estos documentos hacen posible seguir la crónica del artista de forma casi diaria paseando por la ciudad o el campo, participando en las fiestas y actividades en las ciudades de Tánger, Fez, Mequínez, Orán y Argel. Delacroix queda deslumbrado al llegar a Tánger. Este viaje a Marruecos produce una transformación innegable en su obra. Está convencido de que en el norte de África se puede contemplar cómo eran las antiguas civilizaciones, y establece comparaciones con la Grecia y la Roma clásicas.

Imagina querido amigo, lo que supone contemplar las puestas de sol, ver a personas que se parecen a antiguos cónsules, Catones y Brutos, paseando por las calles, arreglando sus sandalias, a los que ni siquiera falta el aire desdeñoso que deben de tener los amos del mundo.
Carta a Pierret 29 de abril de 1832.

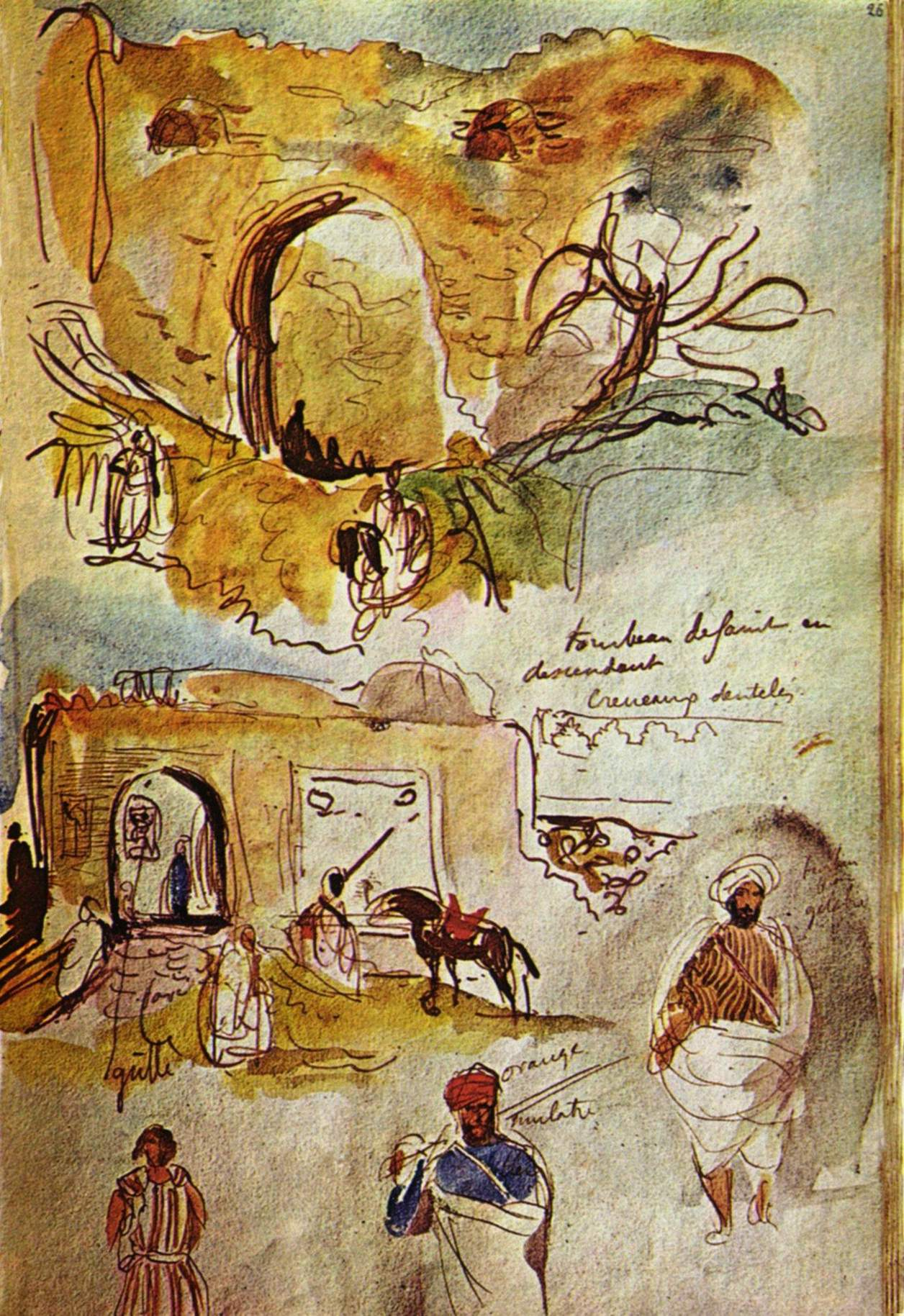
Página del álbum del norte de África y España, 1832, Musée du Louvre.

En su llegada a Argel consigue entrar de forma secreta a un harén de la autoridad portuaria. En esta visita logra hacer varios dibujos sobre la vestimenta de las mujeres musulmanas. Estos numerosos bocetos y dibujos le servirán a su regreso a Francia para conseguir pintar con mucho detalle el cuadro Mujeres de Argel en sus habitaciones (1834) y una litografía de mismo tema. Después de su viaje a Marruecos, sus anotaciones le servirán de gran inspiración para realizar lienzos como Ceremonia nupcial judía en Marruecos (1837; Delacroix participó realmente en una boda judía en la ciudad de Tánger), El Mulay Abderraman, sultán de Marruecos, saliendo de su palacio de Mequínez rodeado de su guardia (1845), Los convulsionarios de Tánger (1837-1838), La caza del león (1855), Odalisca (1857), entre otras.
La naturaleza y los animales de África del Norte captan también la imaginación del autor, sus estudios de anatomía durante su viaje le inspiraran para Árabe ensillando su caballo (1855), La pelea de caballos árabes en una cuadra (1860), etc. Visitó el zoológico privado del pachá con el escultor realista Antoine-Louis Barye, donde observó a los animales; también tomó notas y dibujos de los tigres de la casa de fieras del Jardín des Plantes en París.
El 5 de julio regresará a Toulon con más de 100 dibujos y bocetos de sus viajes; se conservan tres de ellos en el Museo del Louvre y uno en el Museo Condé de Chantilly.
Entre los años 1893 y 1895 se publicaron en París una serie de notas y reflexiones que hablan de su evolución personal y artística. Estos diarios abarcan el periodo comprendido entre 1823 y la muerte de Delacroix.

### Encargos oficiales y últimos años

La libertad guiando al pueblo (1830).

Cuando regresa de Marruecos recibe encargos oficiales para decorar y pintar diversos edificios públicos: el Salón del rey del palacio de Borbón, el palacio de Luxemburgo, la Galería de Apolo en el Louvre... Su cuadro más popular La Libertad guiando al pueblo, también conocido como La barricada (1831), le valió la Cruz de la Legión de Honor.
En 1857 fue admitido en la Academia de Bellas Artes.
Algunas de sus obras más ilustres se encuentran en el Museo del Louvre. La obra de Delacroix inspirará a un gran número de pintores, por ejemplo Vincent van Gogh.
En su Diario expone sus pensamientos e ideas acerca del arte y los artistas, compara sus propias obras anteriores y posteriores, las analiza y disecciona, y expresa sus opiniones sobre el arte, la política y la vida. Este diario constituye una interesante fuente de información respecto a su vida y su época.
En 1859, el pintor expone por última vez en el Sálon ya que a pesar de su empeño no puede trabajar de forma continua. Su estado de salud se deteriora por una laringitis y tendrá que retirarse y guardar reposo fuera de París, en el campo. En 1861 termina los frescos de Saint-Sulpice (obra que había comenzado en 1849) y comienza la decoración del comedor del banquero Hartmann. En 1863 su estado de salud empeora pero sigue pintando, El cobro del impuesto árabe y Tobias y el Ángel, pero muere el 13 de agosto, acompañado solamente por su fiel ayudante Jenny Le Guillou. Dejando sin concluir las cuatro grandes telas destinadas al comedor de Hartmann. Meses antes escribe en su diario: «El mérito de una pintura es producir una fiesta para la vista. Lo mismo que se dice tener oído para la música, los ojos han de tener capacidad para gozar la belleza de una pintura. Muchos tienen el mirar falso o inerte; ven los objetos, pero no su excelencia». Y así termina su existencia este gran pintor cuya obra artística puede considerarse verdaderamente revolucionaria.

## Obra gráfica

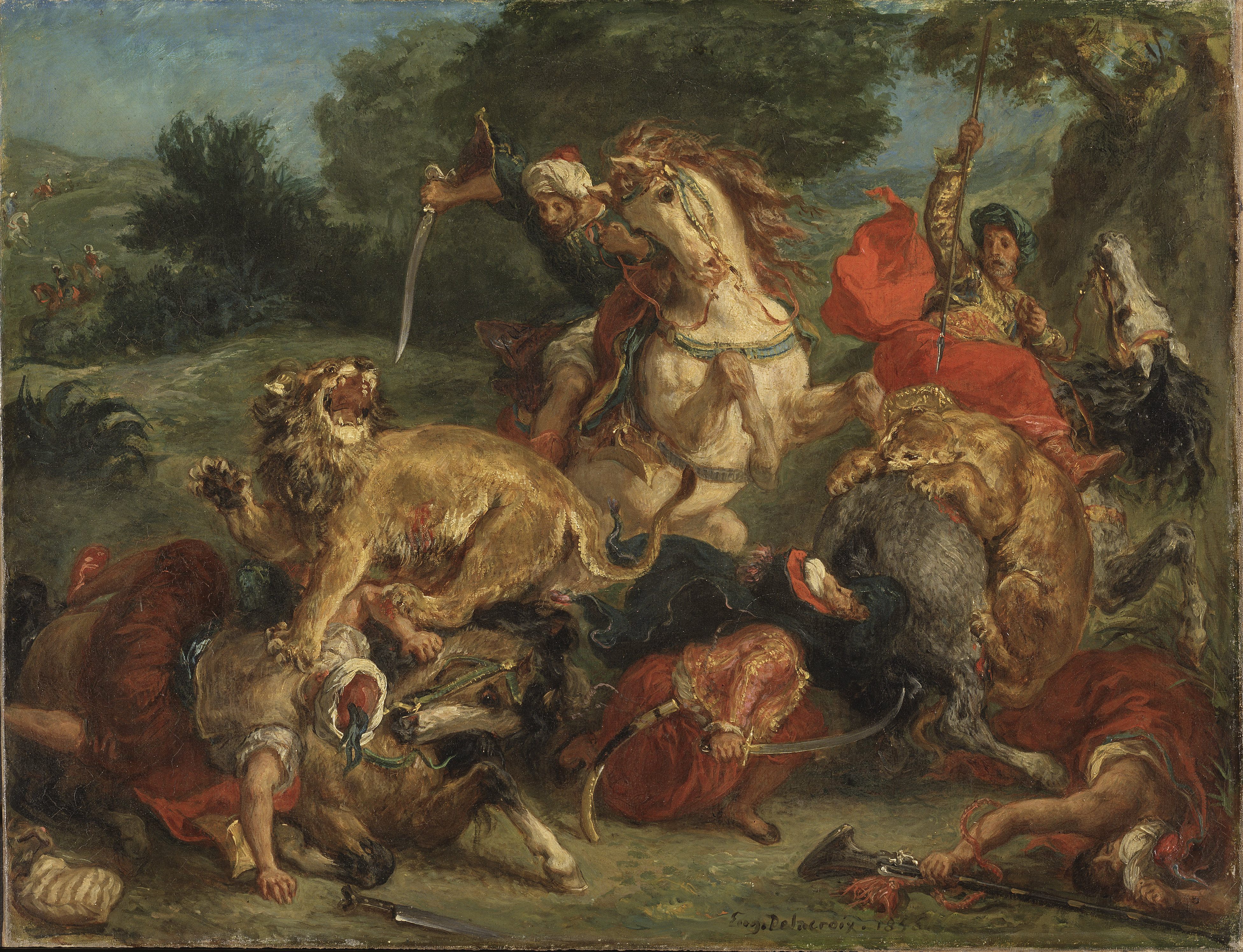
La caza del león, una serie pictórica de Eugène Delacroix sobre el león de Berbería.

Aparte de su producción pictórica, dejó una estimable producción gráfica, principalmente litografías. En 1825 grabó al menos cinco planchas sobre medailles antiques, en realidad dracmas y demás monedas griegas. En 1827 grabó otra serie inspirada en la novela Fausto de Goethe, a quien efigió en una litografía. La portada de esta serie guarda similitudes —seguramente no casuales— con Los Caprichos de Goya. Posteriormente dedicó otra serie al drama Macbeth de Shakespeare.

## Estilo
Según la historiadora Ruiz, Delacroix escogió a Dante para realizar varias de sus obras. Fue el más emblemático pintor del movimiento romántico aparecido en el primer tercio del siglo XIX, cuya influencia se extendió hasta los impresionistas. Etiquetado inicialmente como neoclásico, aunque opuesto totalmente a Ingres, ambos son criticados en los diferentes Salones en los que exponían. A partir de la exposición de 1855 Delacroix se convirtió en la figura que supo sobrepasar la formación clásica para «renovar» la pintura. A su fallecimiento, los artistas contemporáneos le rindieron sentidos homenajes, en especial Gustave Courbet. Auténtico genio, dejó numerosas obras que tenían mucho que ver con la actualidad de su época (La matanza de Quíos o la Libertad guiando al pueblo). También destacó como pintor religioso pese a sus continuas declaraciones de ateísmo. Sus obras manifiestan una gran maestría en la utilización del color.

## Cuadros[8]

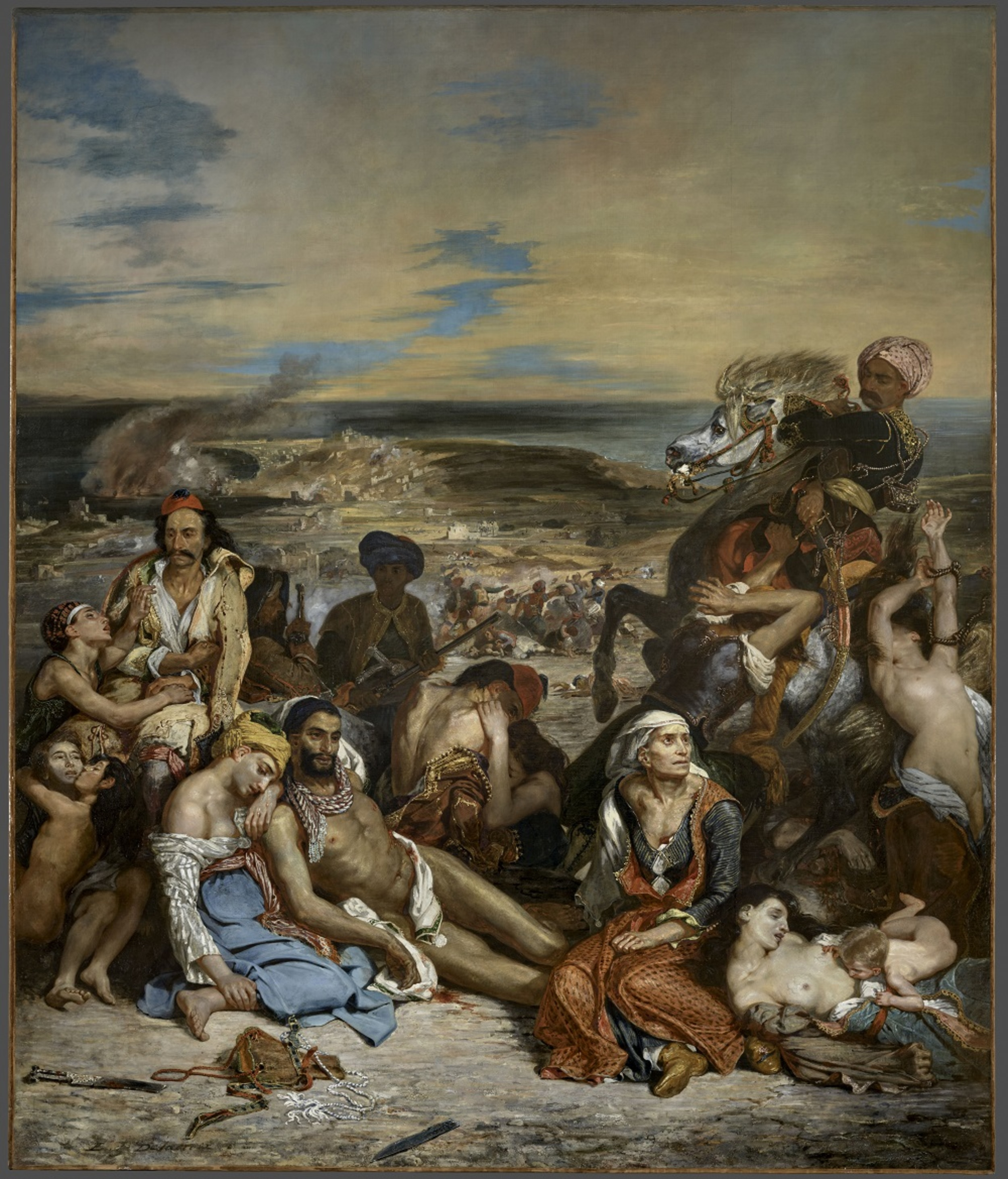
La matanza de Quíos, 1824.

- La barca de Dante o Dante y Virgilio (en los infiernos) (1822), 189 x 241,5 cm, Museo del Louvre, París.
- Aline la mulata o Retrato de Aspasia la Mora (hacia 1824), Museo Fabre, Montpellier.
- Joven huérfana en el cementerio (1824).
- La matanza de Quíos (1824), 417 x 354 cm, Museo del Louvre, París.
- El duque de Orleans mostrando a su amante (c. 1825), Museo Thyssen-Bornemisza.
- Grecia expirante entre las ruinas de Missolonghi (1826), 213 x 142 cm, Museo de Bellas Artes, Burdeos.
- La muerte de Sardanápalo (La Mort de Sardanapale) (1827-1828), Museo del Louvre, París.
- La Libertad guiando al pueblo (La Liberté guidant le peuple) (1830), 260 x 325 cm, Museo del Louvre, París.
- Mujeres de Argel (Femmes d'Alger dans leur appartement) (1834), 180 x 229 cm, Museo del Louvre, París.
- La batalla de Taillebourg (1835-1837), 485 x 555 cm, Museo del Castillo de Versalles.
- Autorretrato con chaleco verde (1837), 65 x 54,5 cm, Museo del Louvre, París.
- Retrato de Frédéric Chopin y George Sand (Portrait of Frédéric Chopin and George Sand) (1838), 45,7 x 37,5 cm, Museo del Louvre, París.
- Autorretrato (1840), Galería de los Oficios, Florencia.
- Entrada de los cruzados en Constantinopla (1840), 410 x 498 cm, Museo Louvre, París.
- Paisaje de Champrosay (c. 1849), Musée Malraux, El Havre.
- El jinete árabe (1854), Museo Thyssen-Bornemisza.
- La novia de Abydos (1857), 47,7 x 40 cm, Kimbell Art Museum.
- La justicia de Trajano (1858), Museo de Bellas Artes de Rouen.
- Ovidio entre los escitas (1859), 88 x 130 cm, National Gallery, Londres.
- La caza del león (La Chasse aux lions) (1861), 76,5 x 98,5 cm, The Art Institute of Chicago, Chicago.
- Medea furiosa (Médée furieuse) (1838-1862), 260 x 165 cm, Museo de Bellas Artes, Lille, 122,5 x 84,5 cm., Museo del Louvre, París.
- La grande Gigue (1855-1856)
- Lucha de Jacob con el ángel (1855-1861), Iglesia de San Sulpicio, París.

Desde 1980, una serie de sellos postales representan detalles del cuadro La Libertad guiando al pueblo. A finales del siglo XX se emitió un billete de banco de cien francos conmemorando a Delacroix y su cuadro La Libertad guiando al pueblo. Se trata del único billete de banco en el mundo en el que se representa a una mujer con los senos al descubierto.[cita requerida]

## Galería

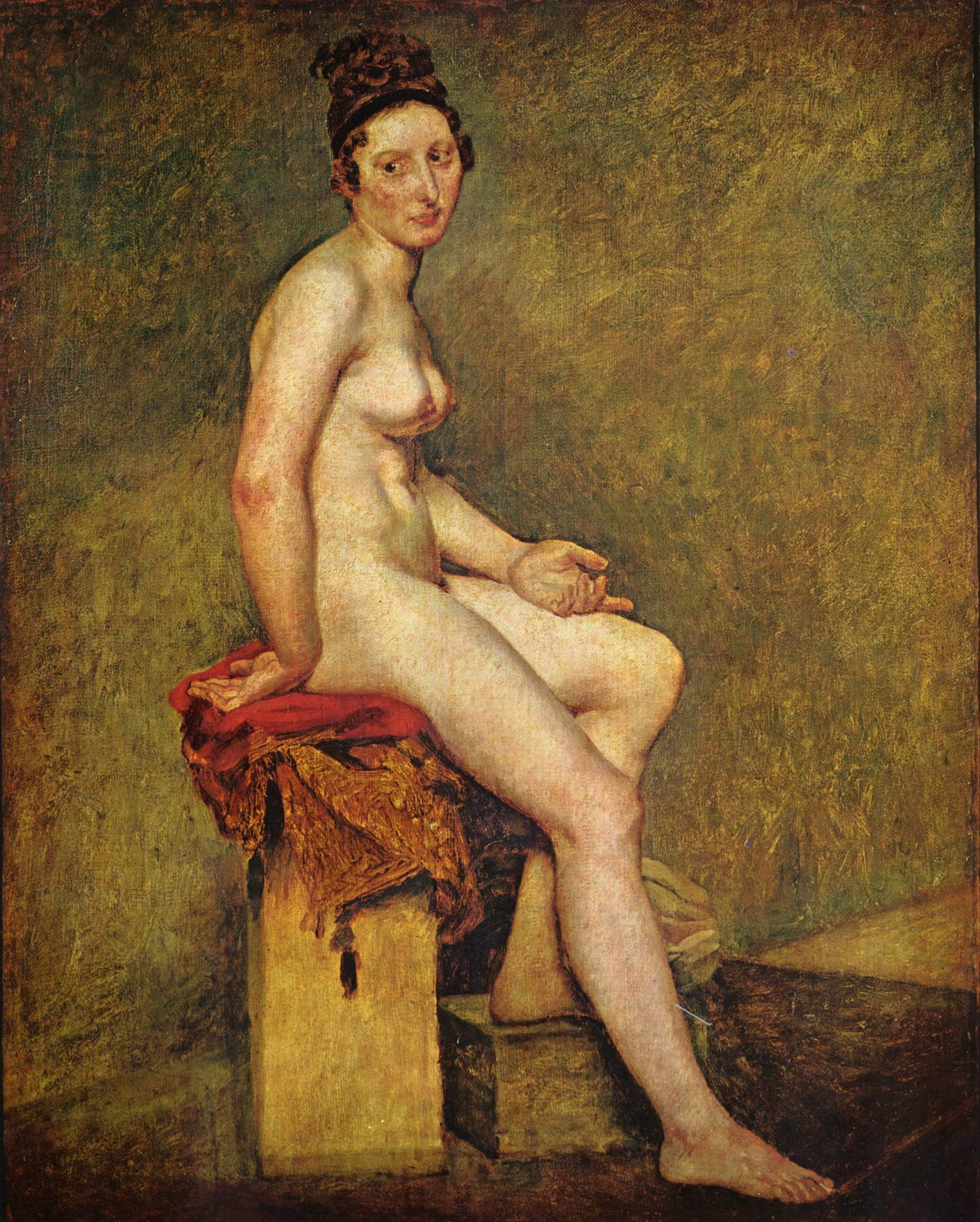
Mademoiselle Rose, 1817-1824, Museo del Louvre.
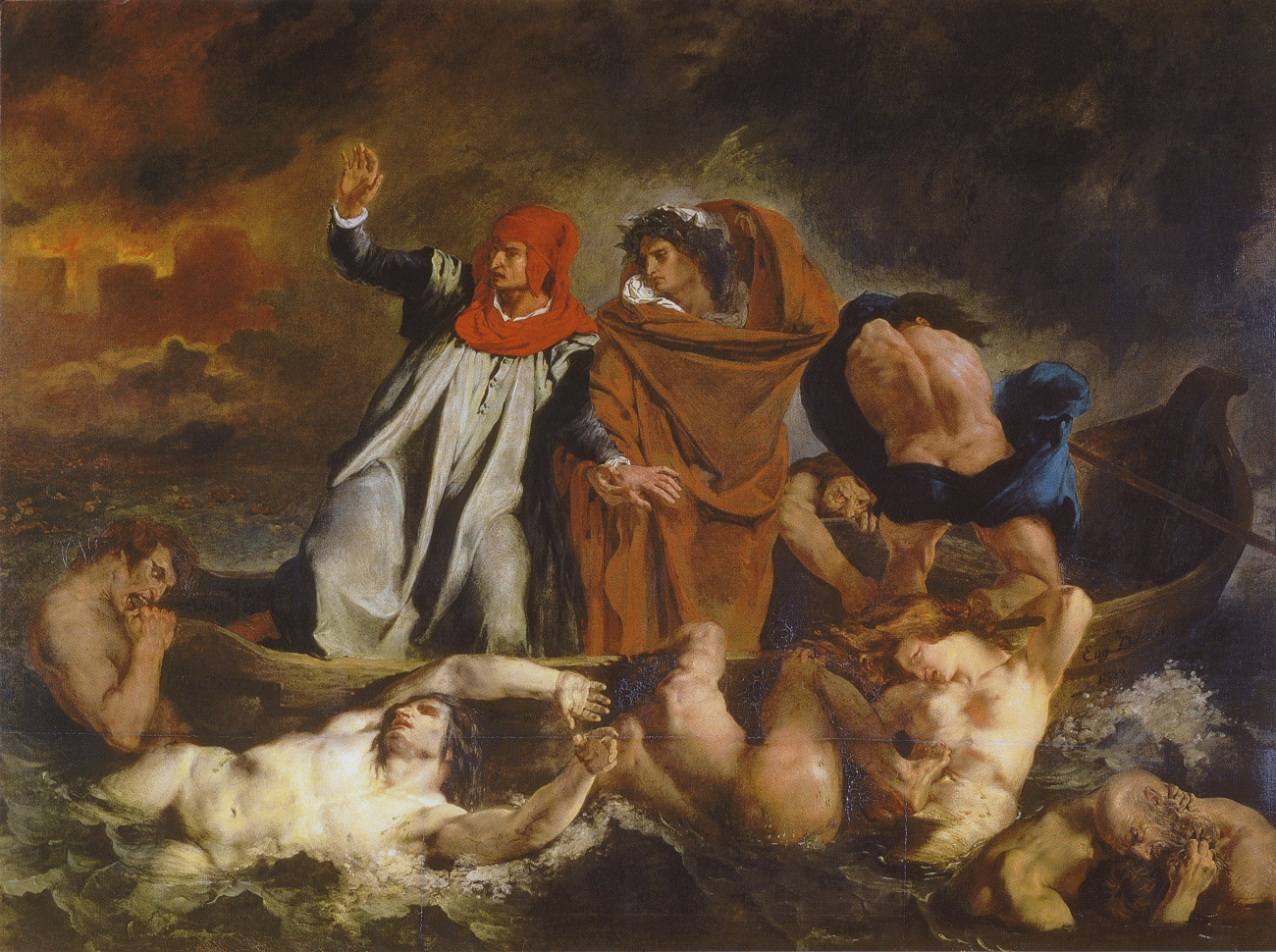
La barca de Dante, 1822, Louvre.
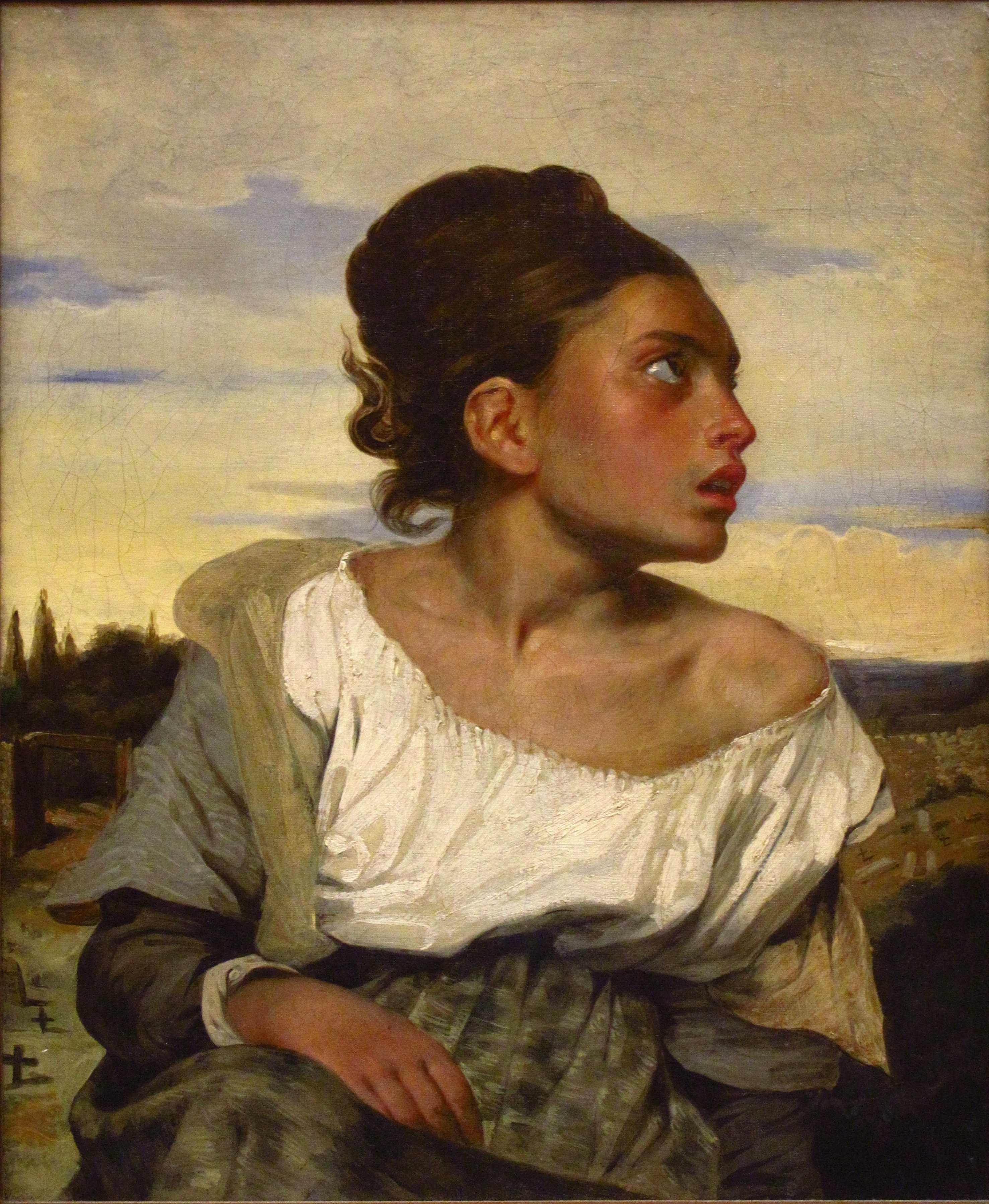
Huérfana en el cementerio, 1823.
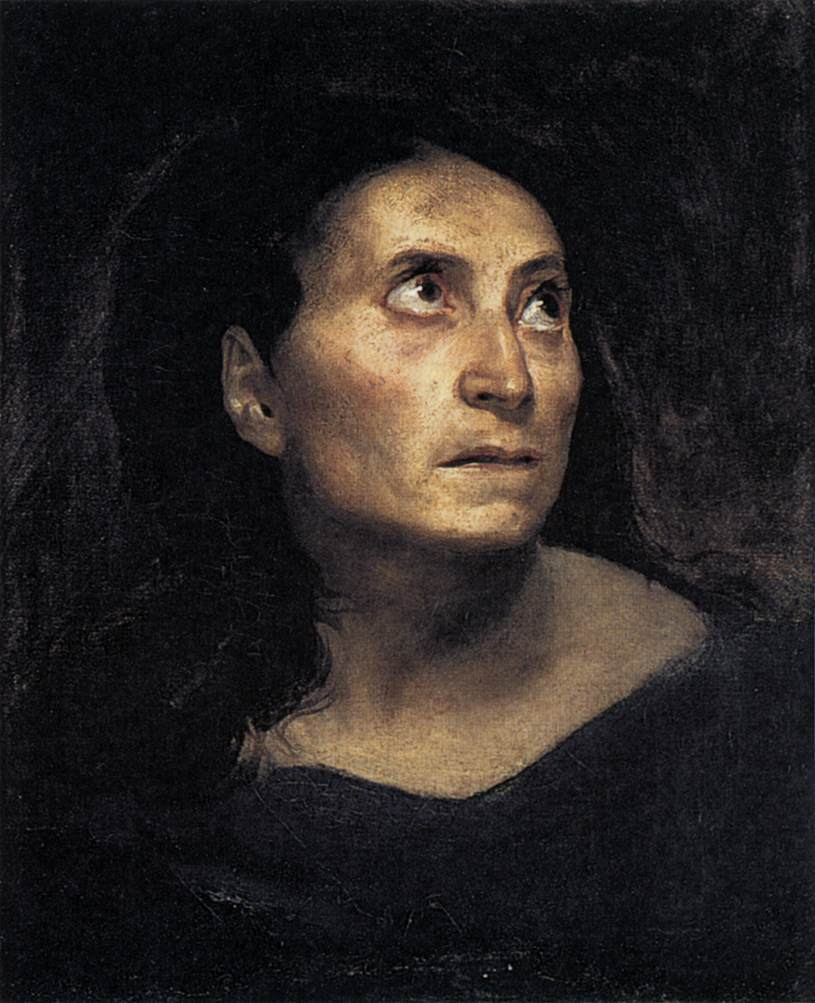
Cabeza de mujer, 1823.
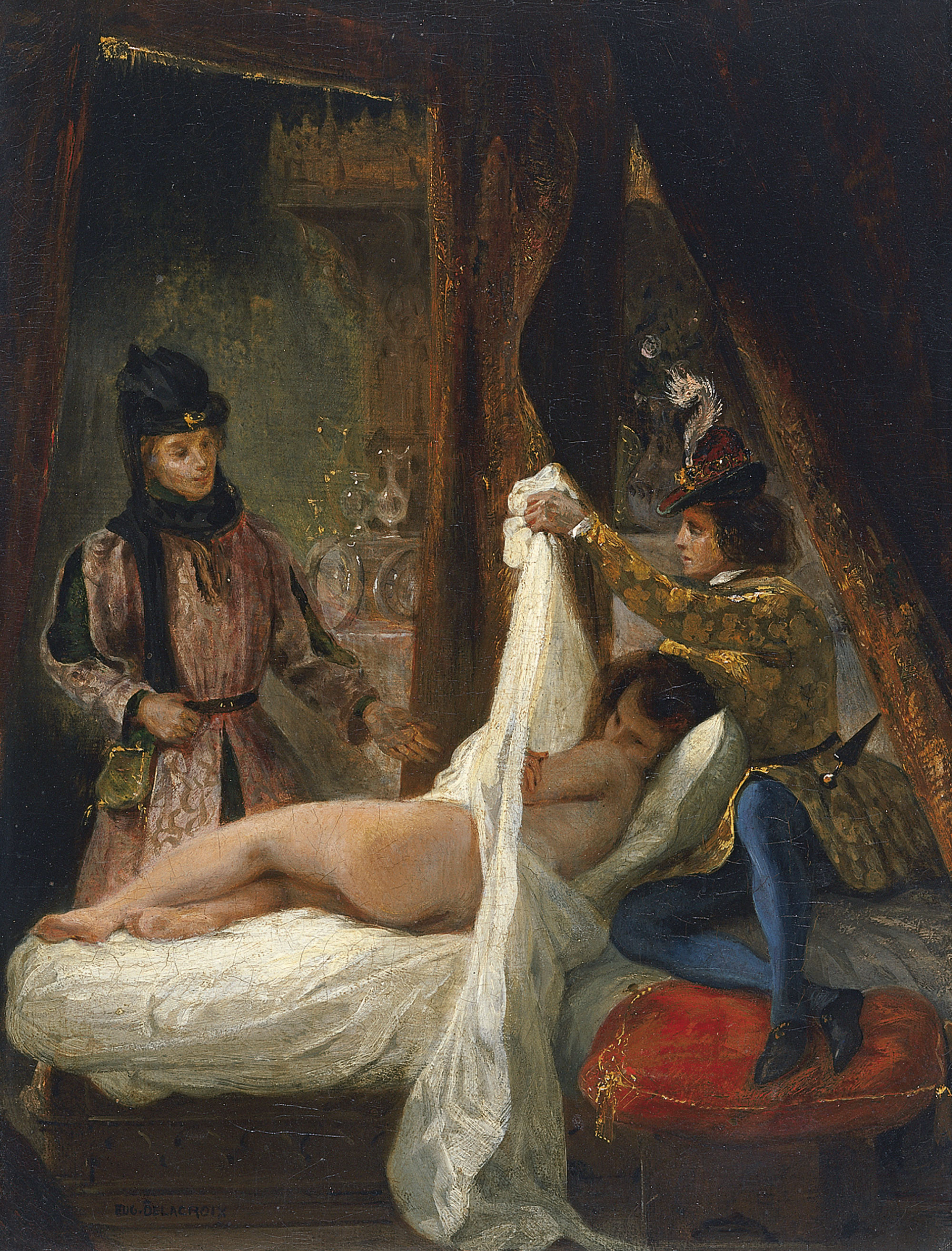
El duque de Orleans mostrando a su amante, c. 1825-1826, Museo Thyssen-Bornemisza, Madrid.
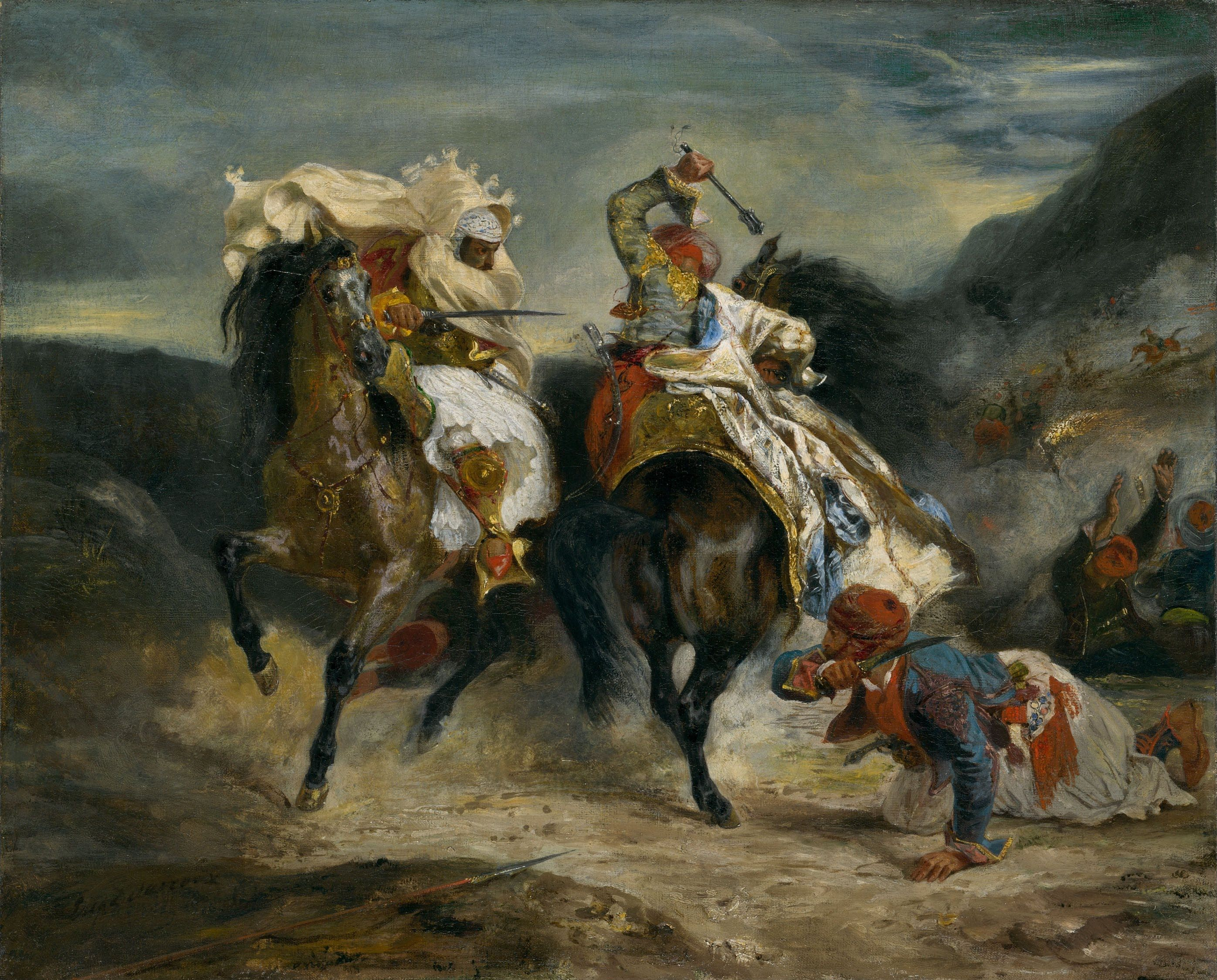
El combate de Giaour y Hassan, 1826, Instituto de Arte de Chicago.
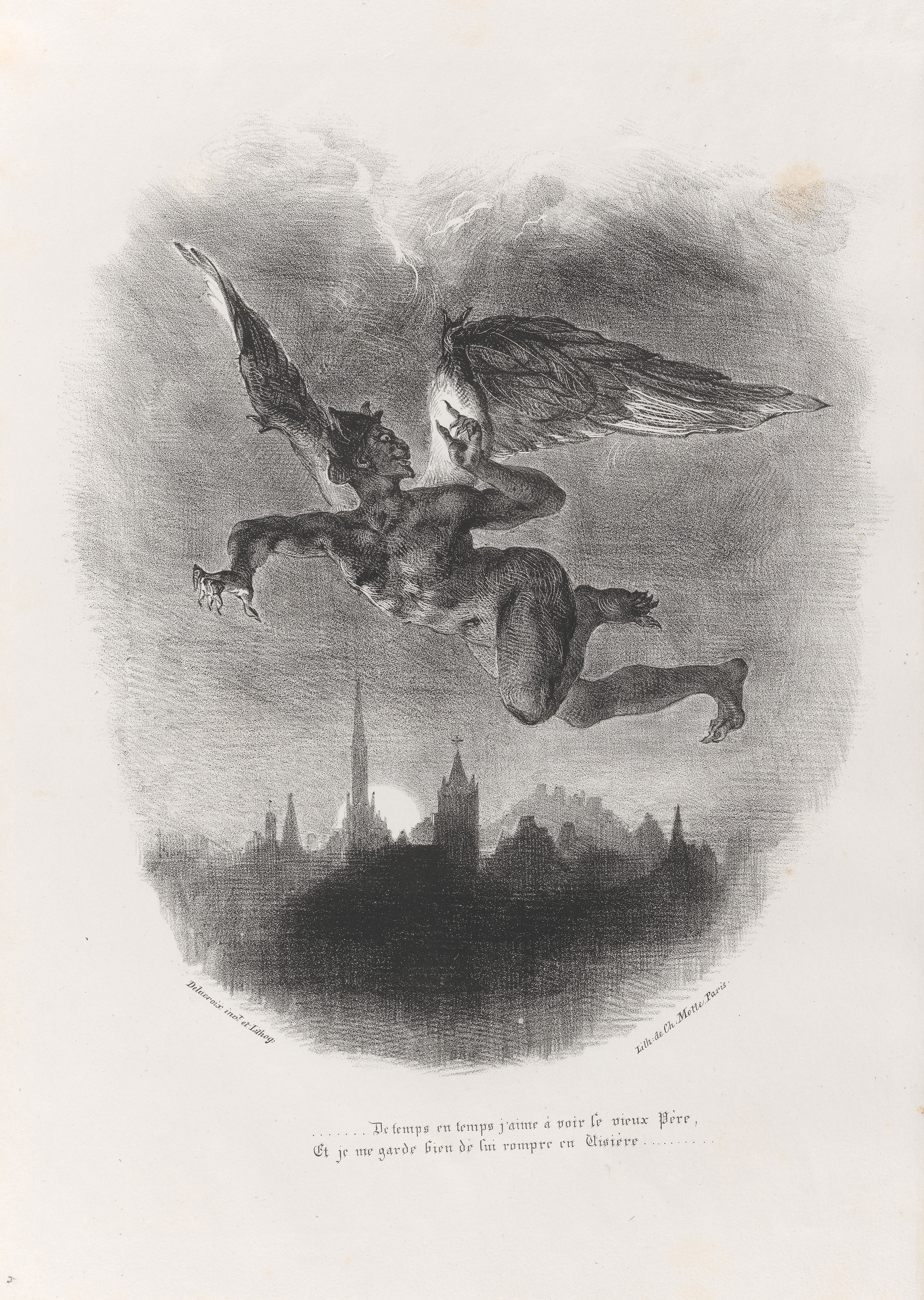
Mefistófeles volando sobre Wittenberg, litografía, 1828.
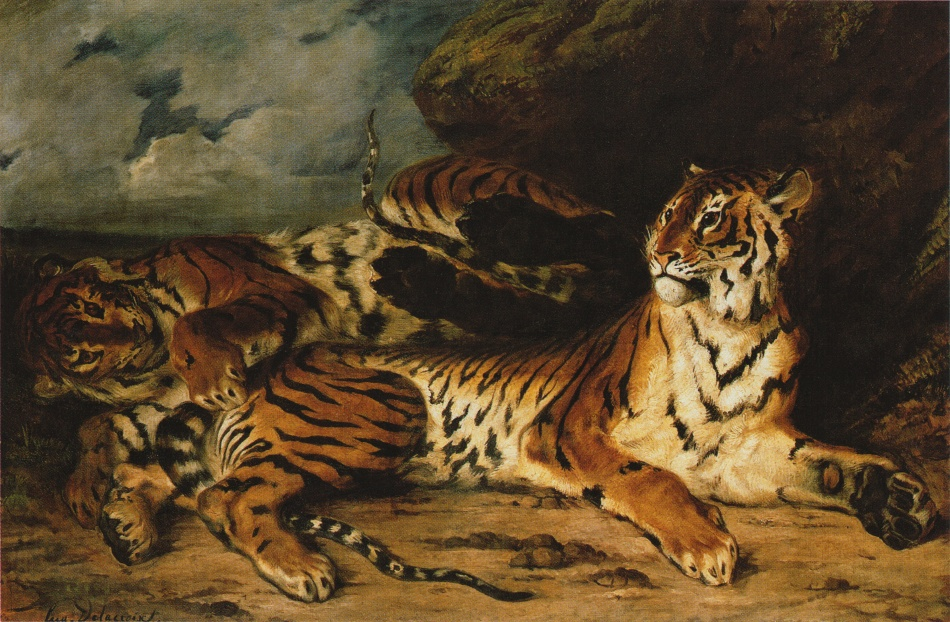
Joven tigre jugando con su madre, 1830.
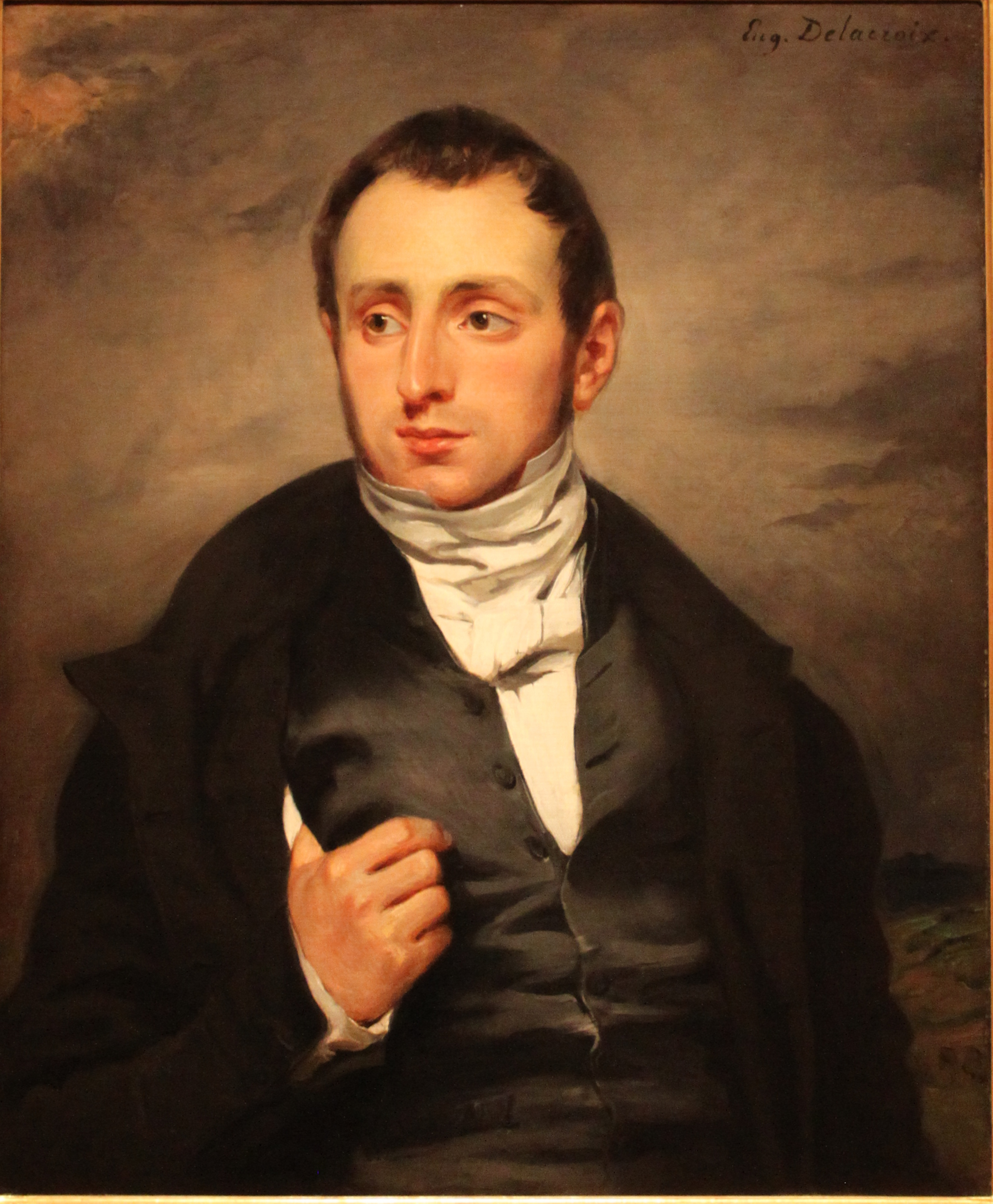
Retrato del Dr. François-Marie Desmaisons, 1832-1833, óleo sobre lienzo, Detroit Institute of Arts.
Mujeres de Argel, 1834, Louvre.
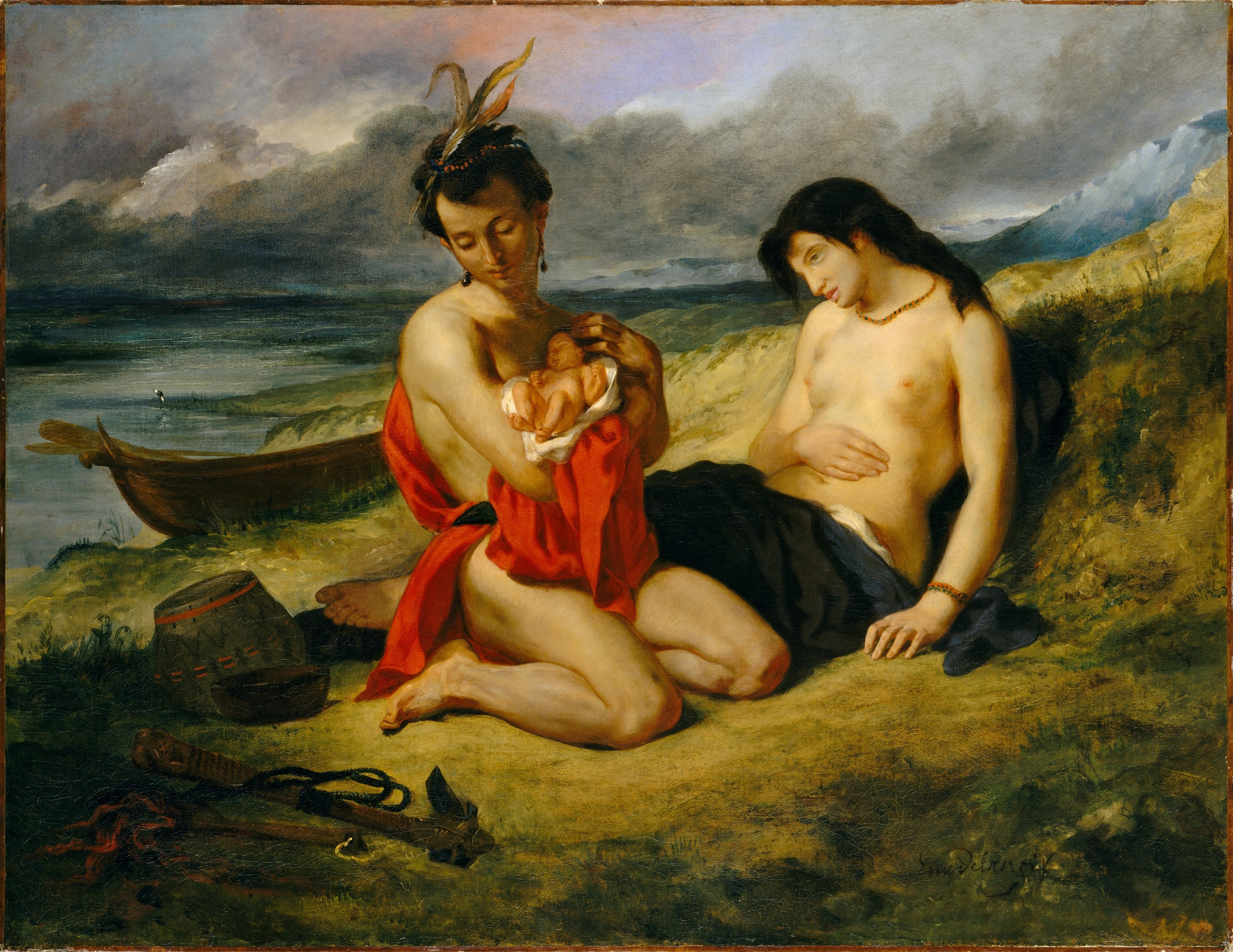
Los Natchez, 1835, Museo Metropolitano de Arte.
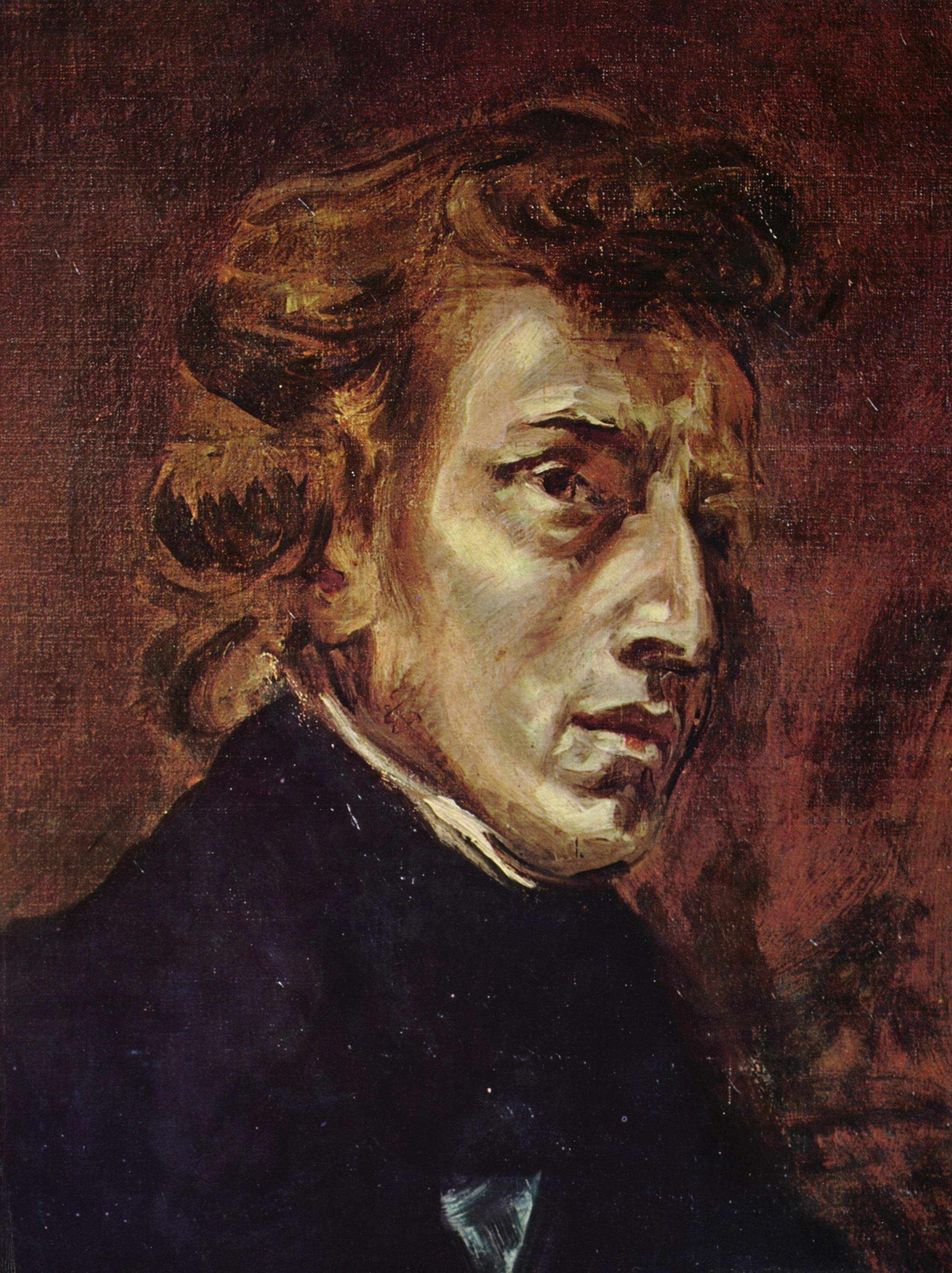
Frédéric Chopin, 1838, Louvre.
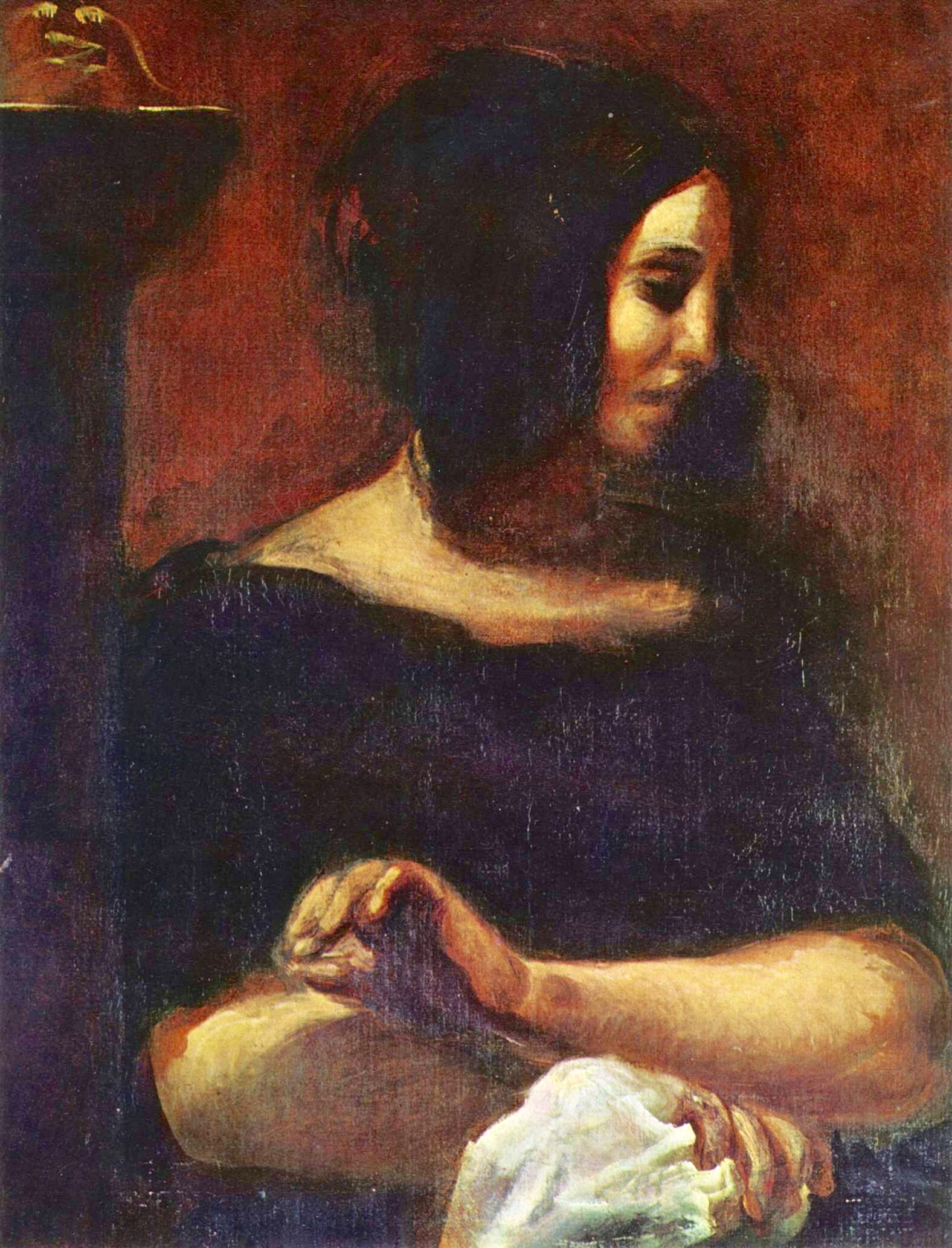
George Sand, 1838, Ordrupgaard, Copenhague.
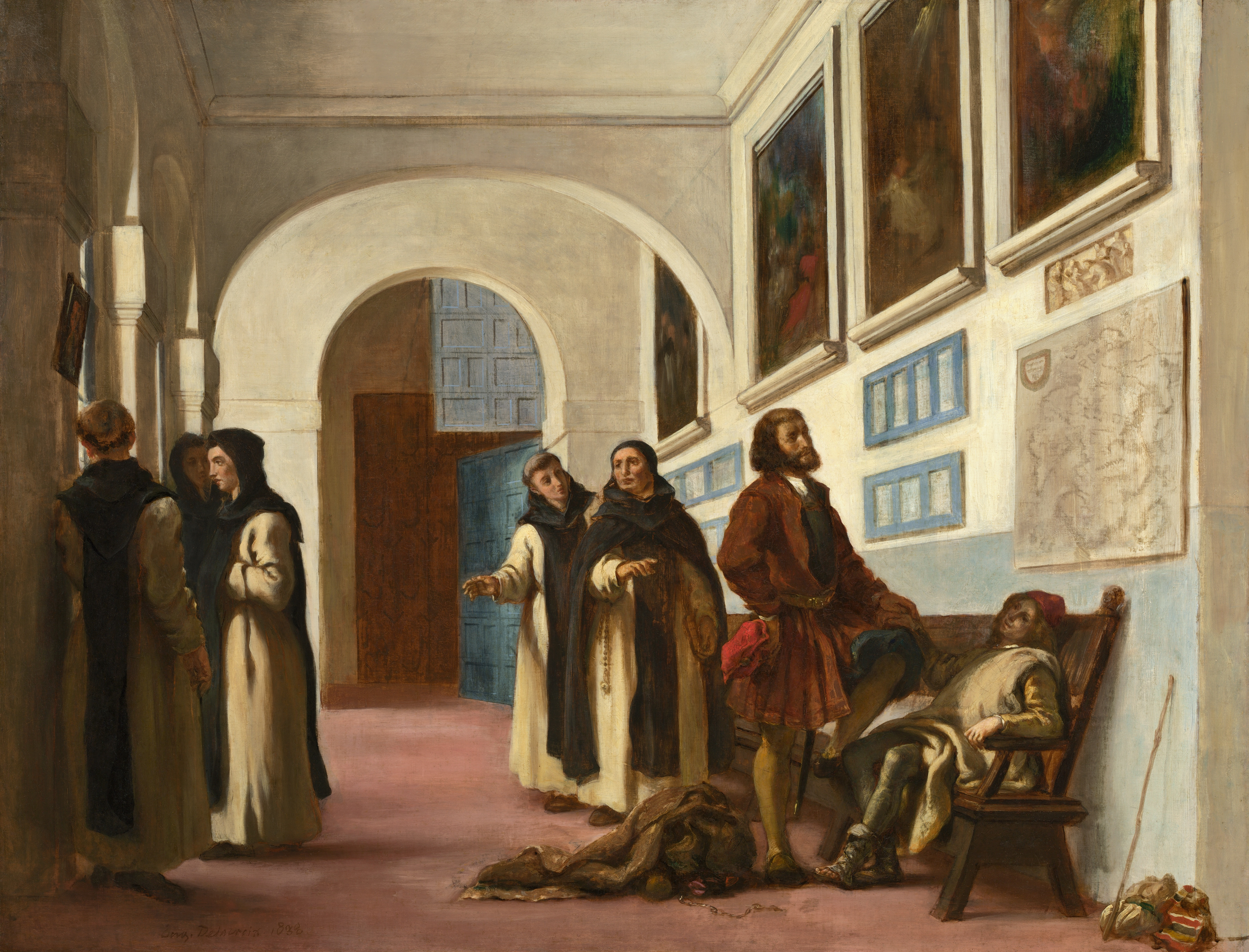
Colón y su hijo en La Rábida, 1838, Galería Nacional de Arte.
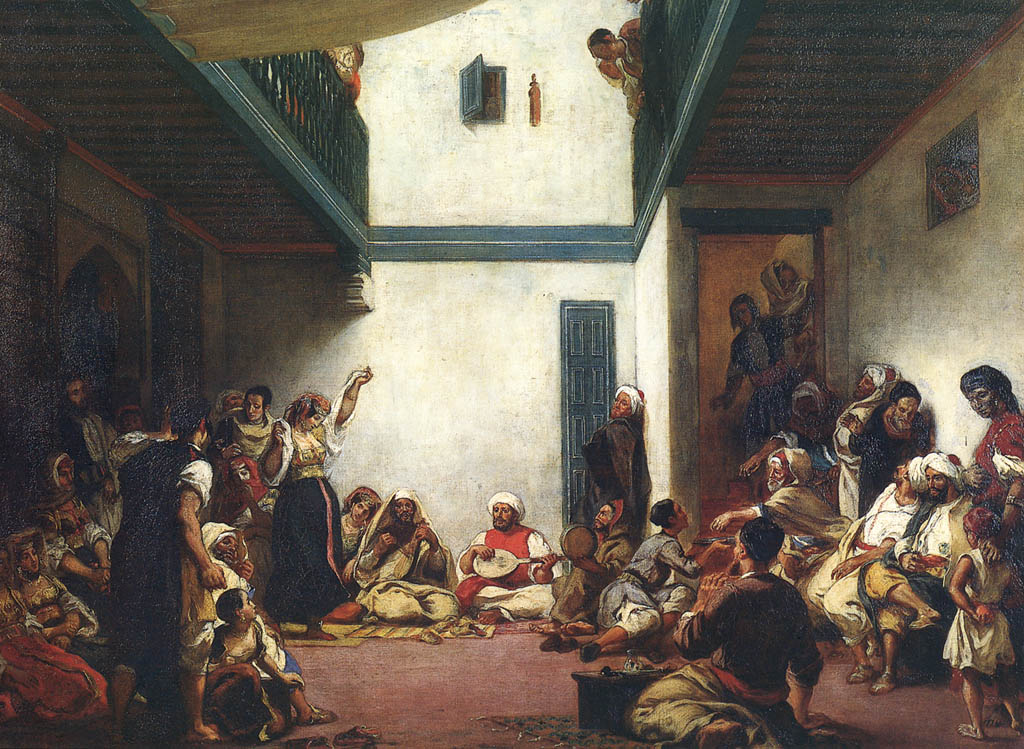
Boda judía en Marruecos, c. 1839, Louvre.
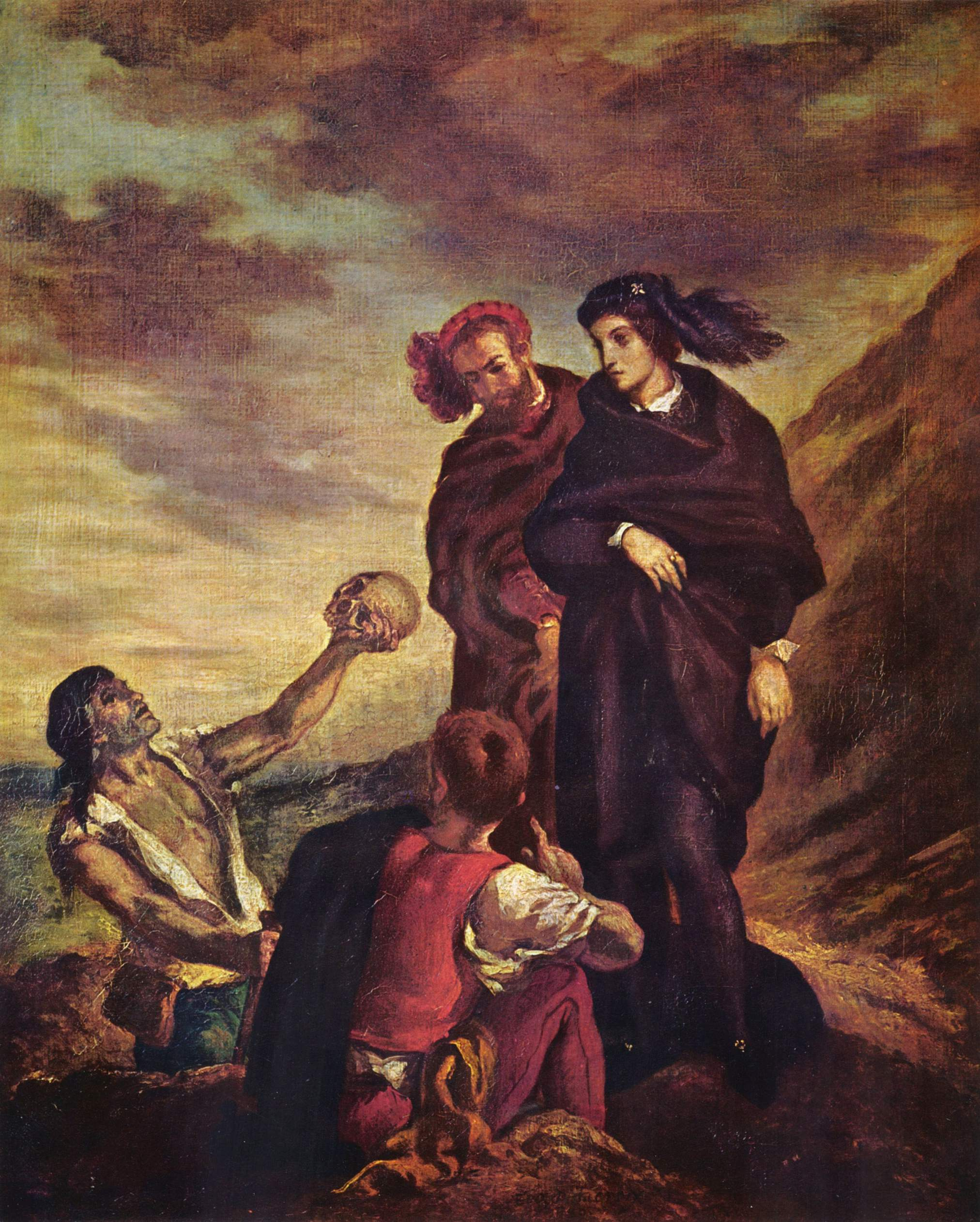
Hamlet con Horacio, 1839, Louvre.
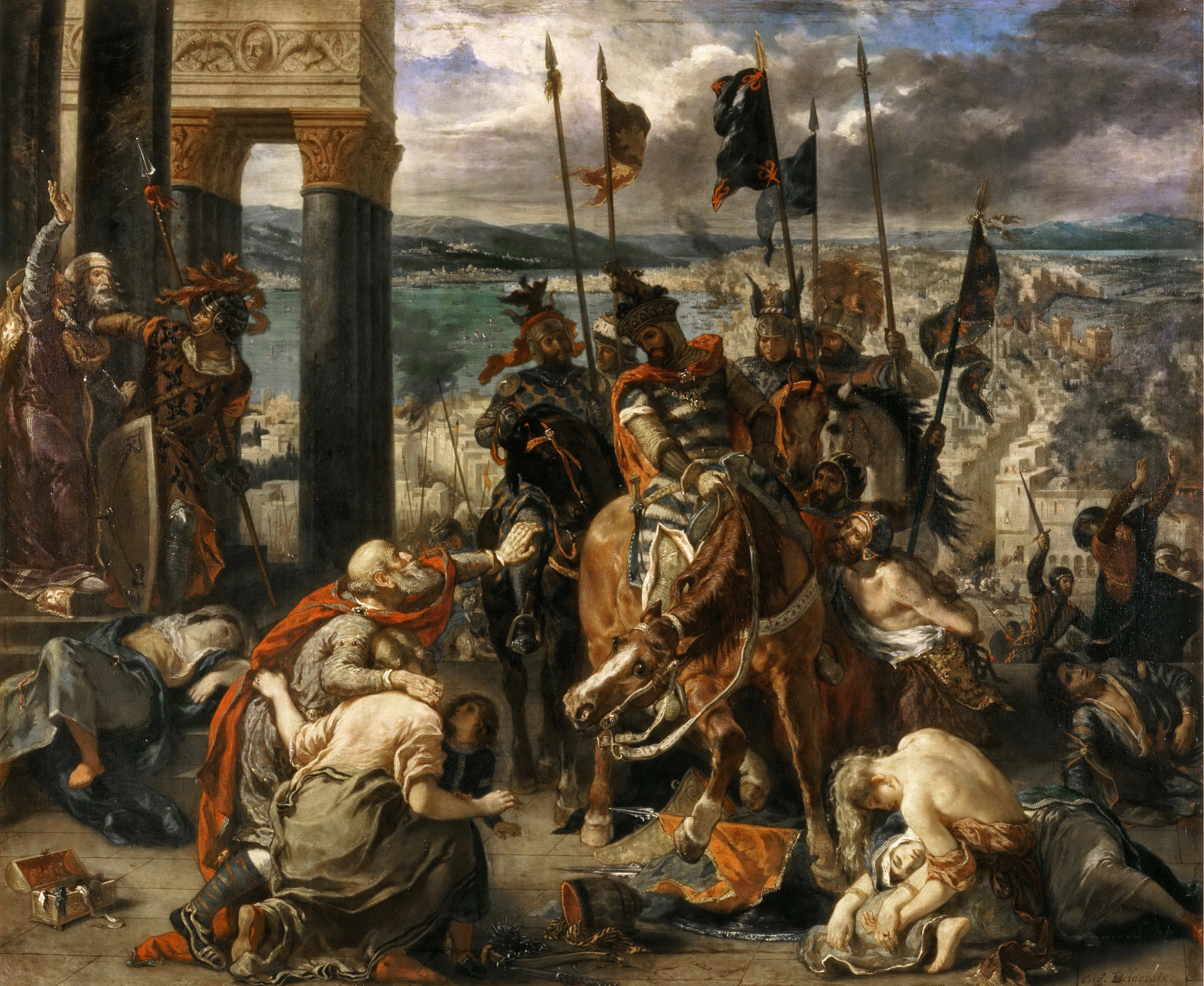
Entrada de los Cruzados en Constantinopla, 1840, Louvre.
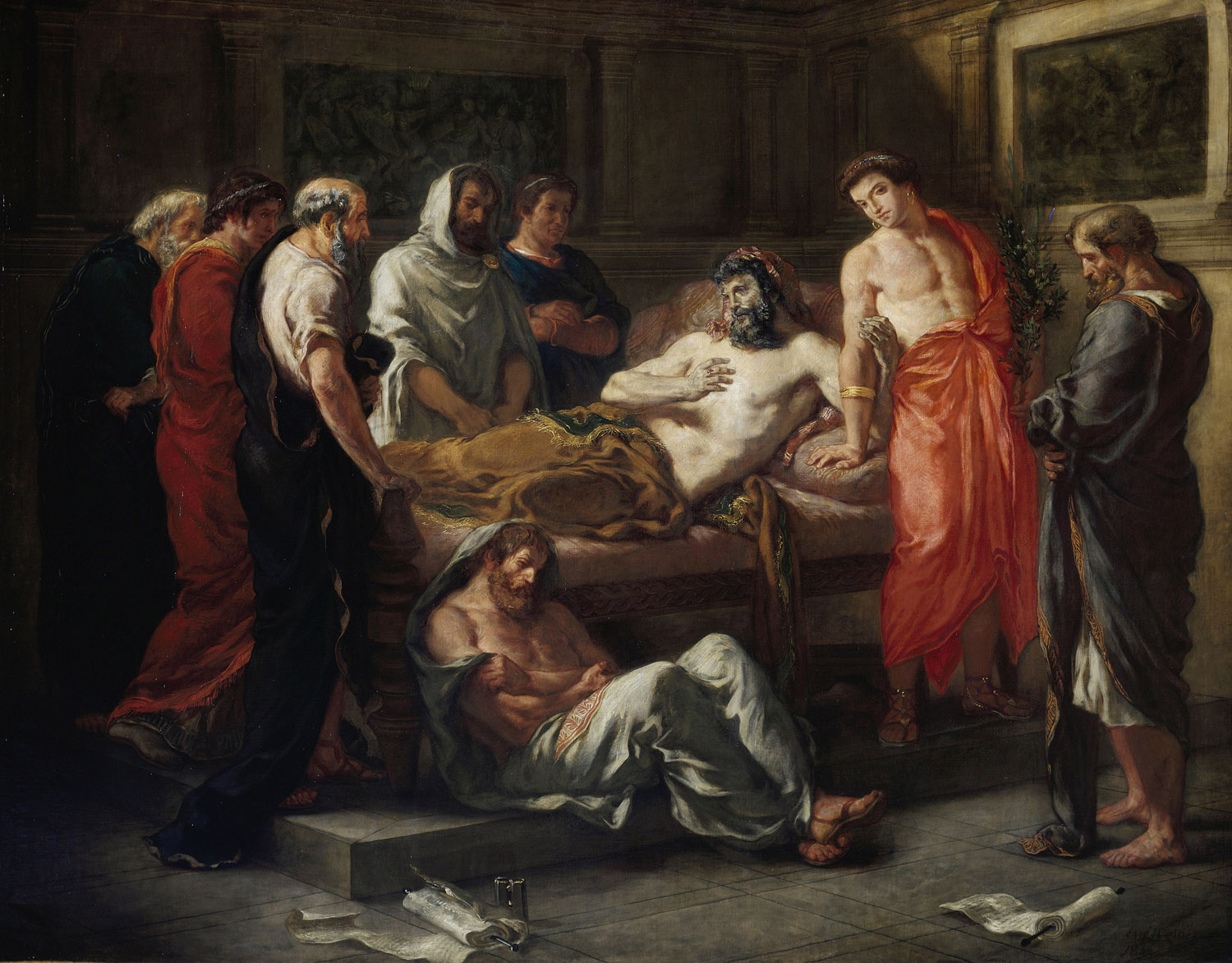
Últimas palabras del emperador Marco Aurelio, 1844, Museo de Bellas Artes de Lyon.
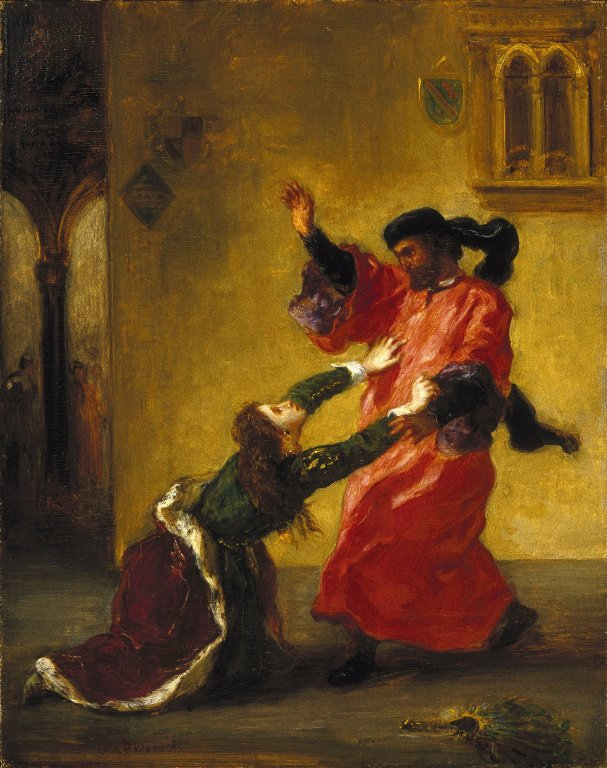
Desdémona maldecida por su padre (ca. 1850–1854), Museo Brooklyn.
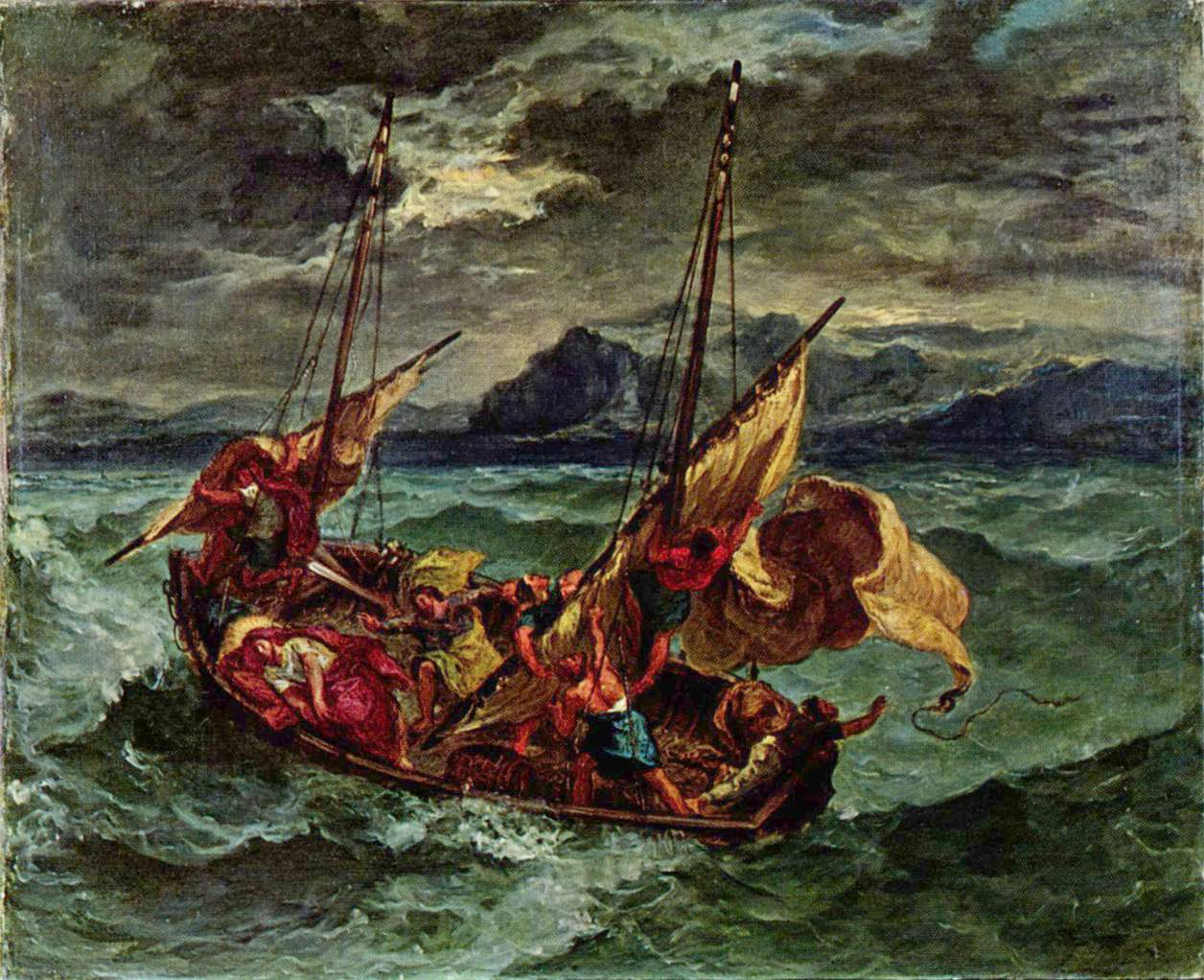
Cristo en el Mar de Galilea, 1854.
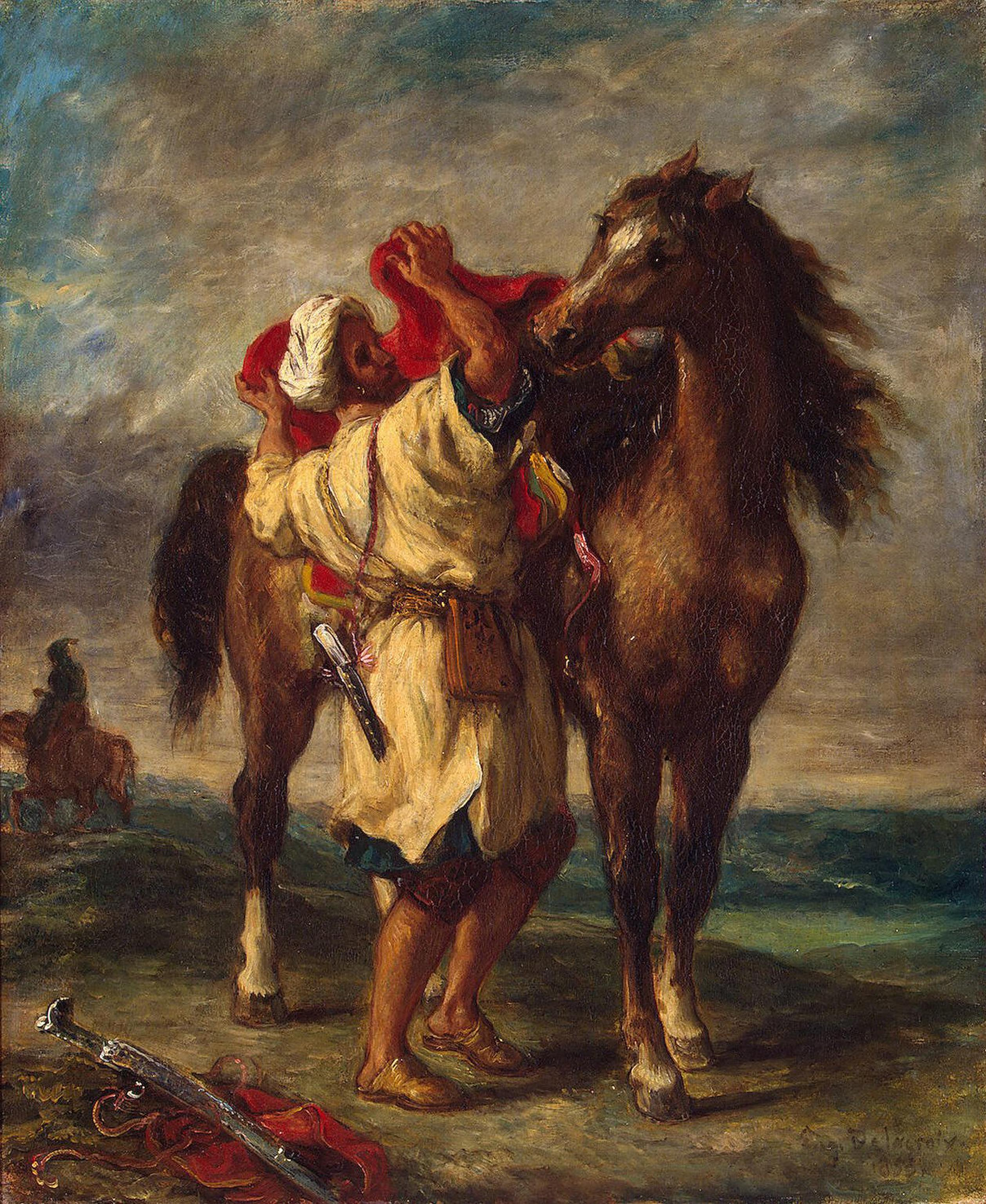
Marroquí ensillando su caballo, 1855, Museo del Hermitage.
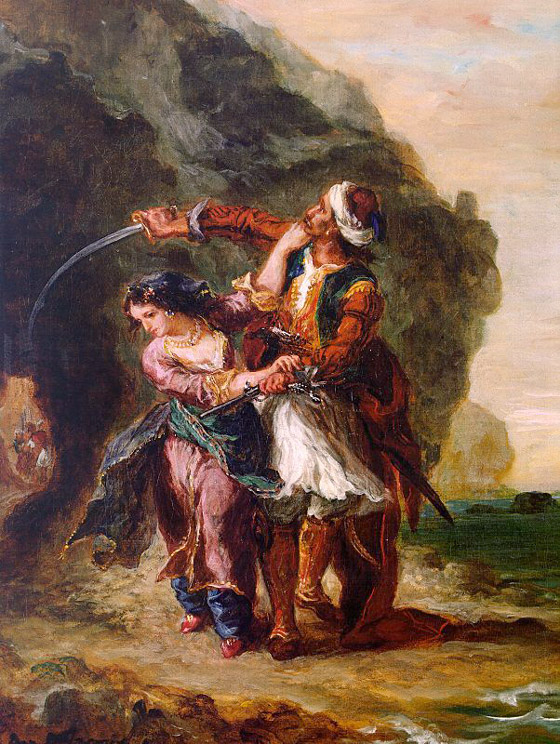
La novia de Abidos, 1857.
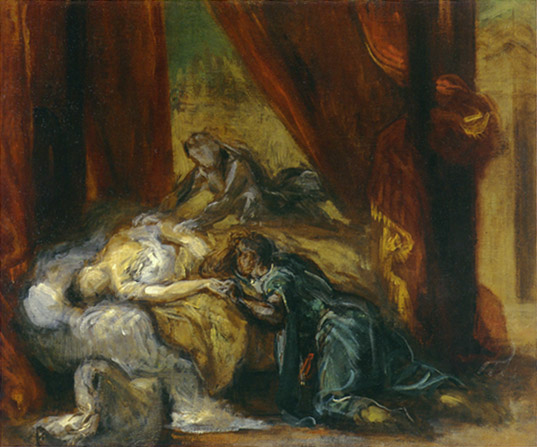
La muerte de Desdémona, 1858.
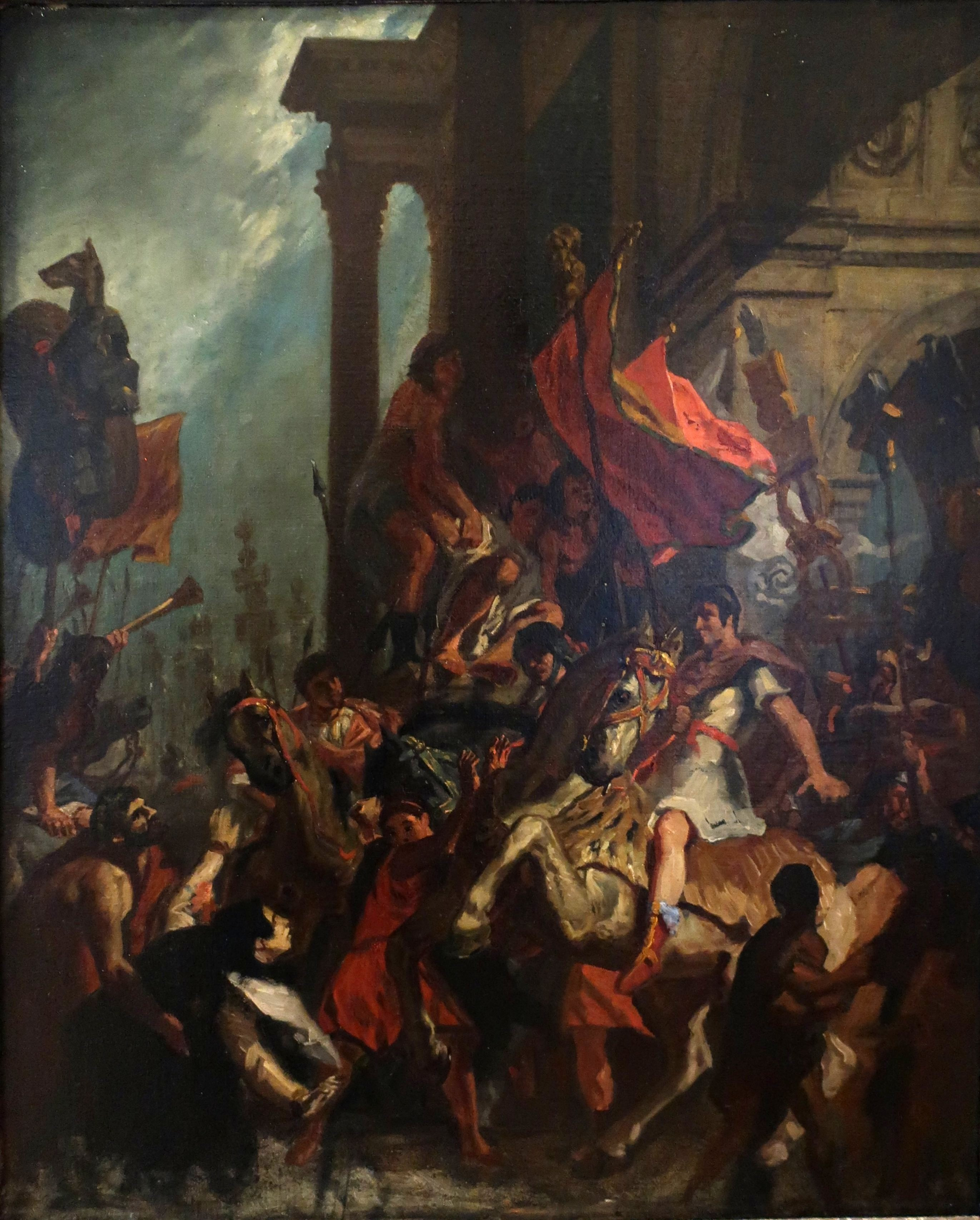
La justicia de Trajano, 1858, Museo de Arte de Honolulú.
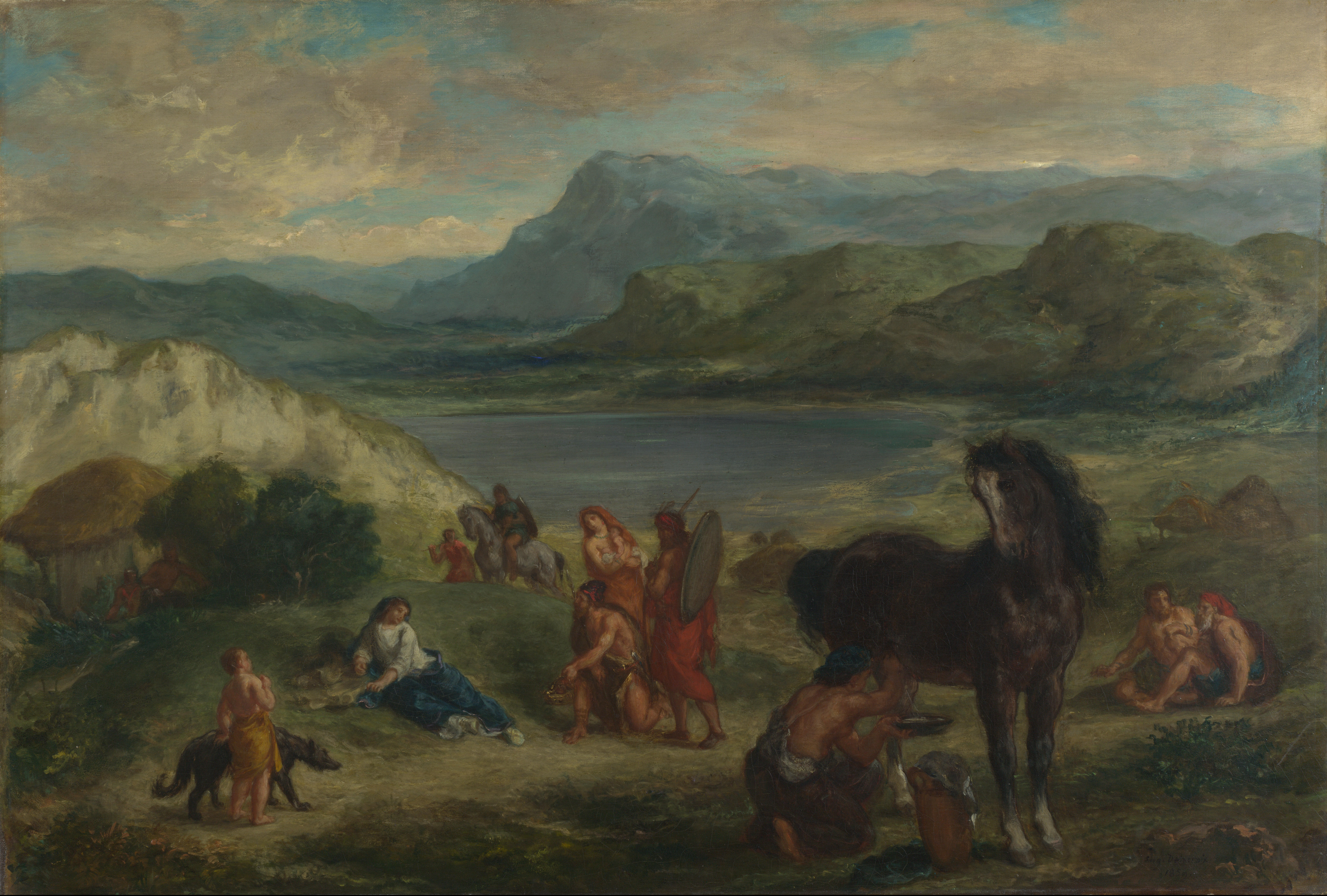
Ovidio entre los escitas, 1859.
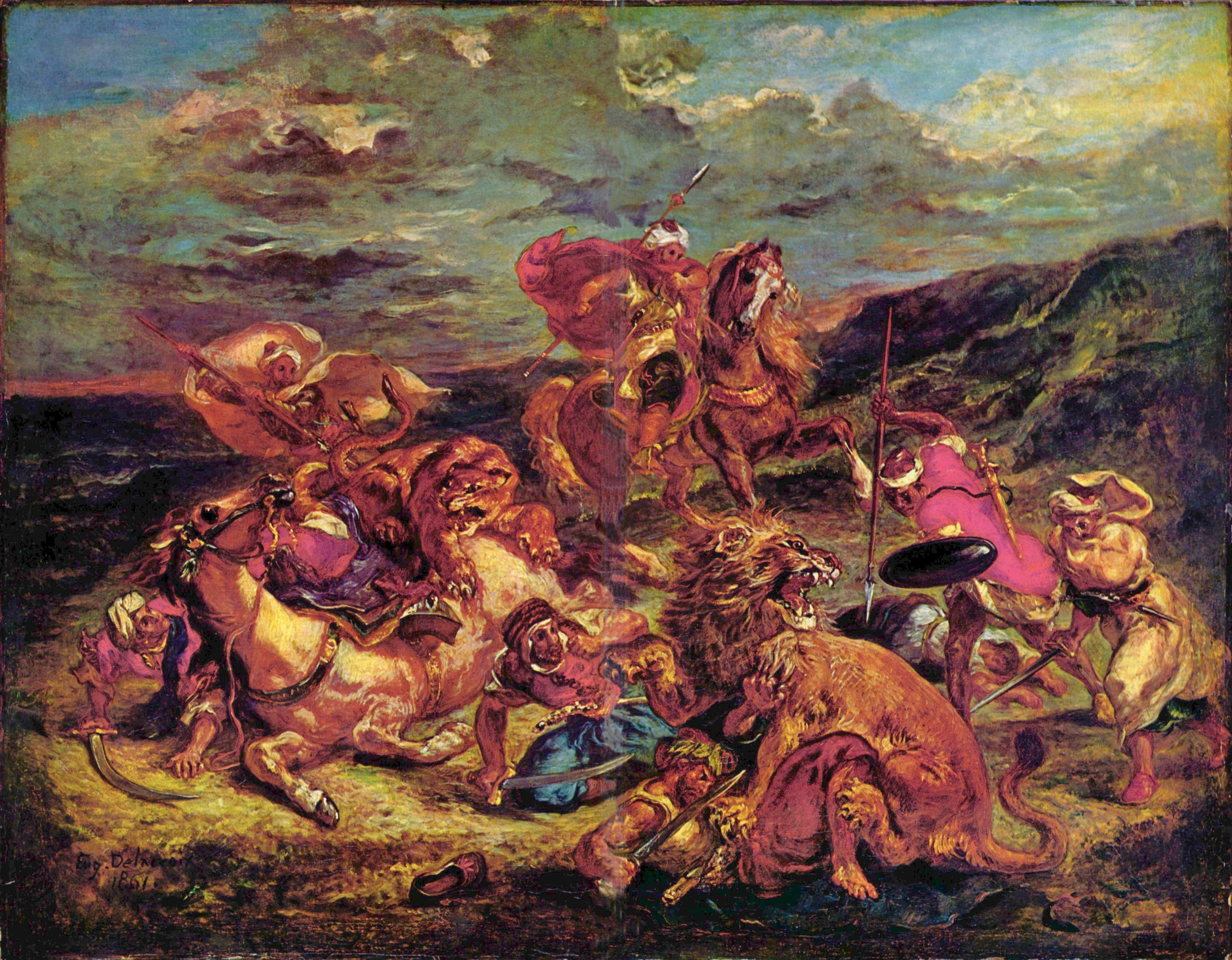
Caza del león, 1861, Instituto de Arte de Chicago.
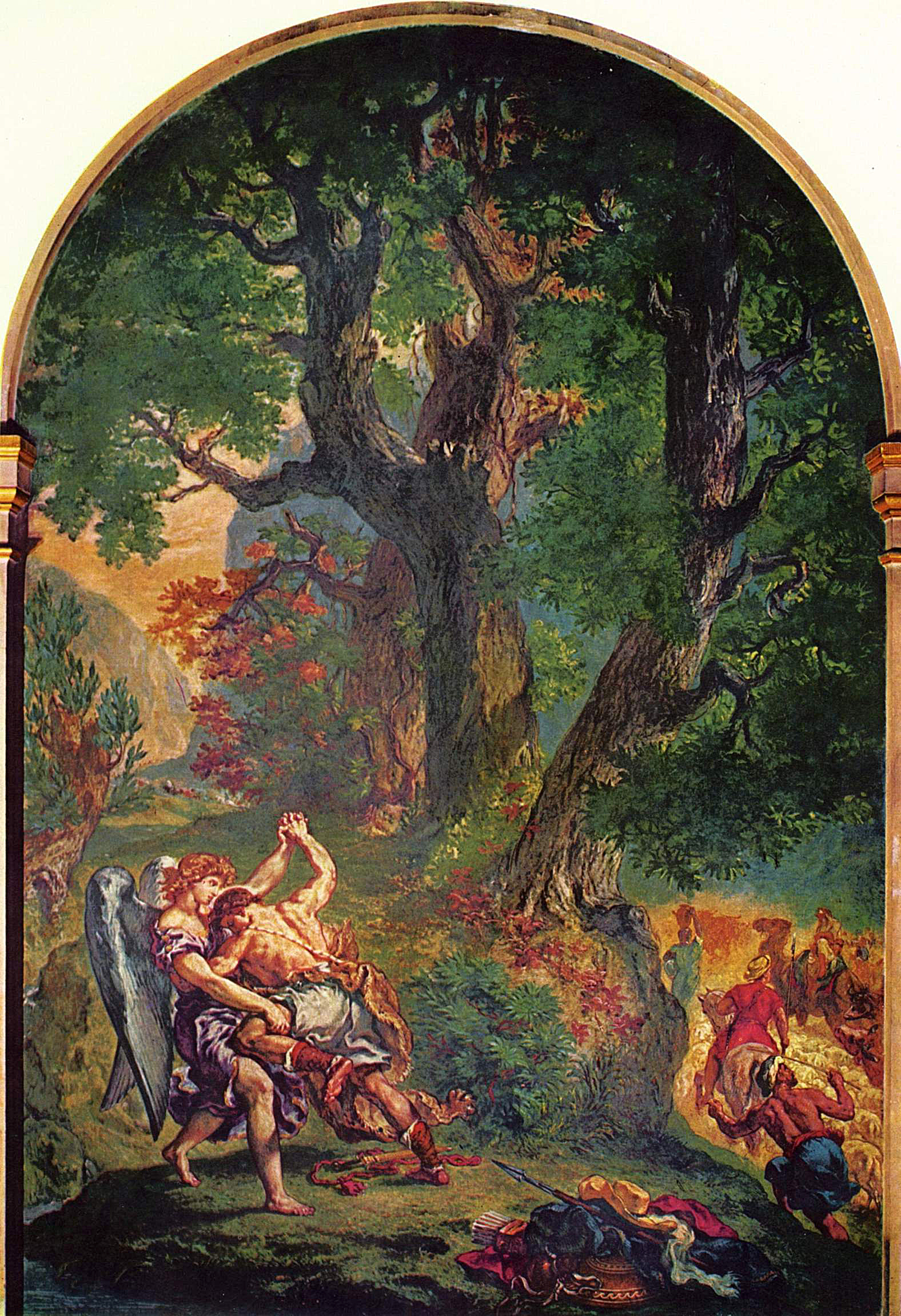
Lucha entre Jacob y el ángel, fresco de la Iglesia de Saint Sulpice (París), 1861.
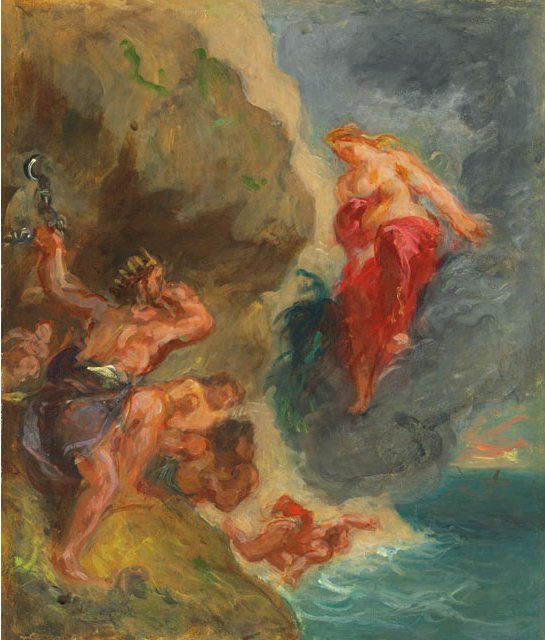
Invierno: Juno y Aeolus, 1856.

## Eponimia
- El asteroide (10310) Delacroix recibió este nombre en su memoria.

## Ensayos
- Eugéne Delacroix (2010). Metafísica y belleza. Buenos Aires: Editorial Cactus. ISBN 978-987-26219-0-2.